# Аксесуари для мобільних пристроїв

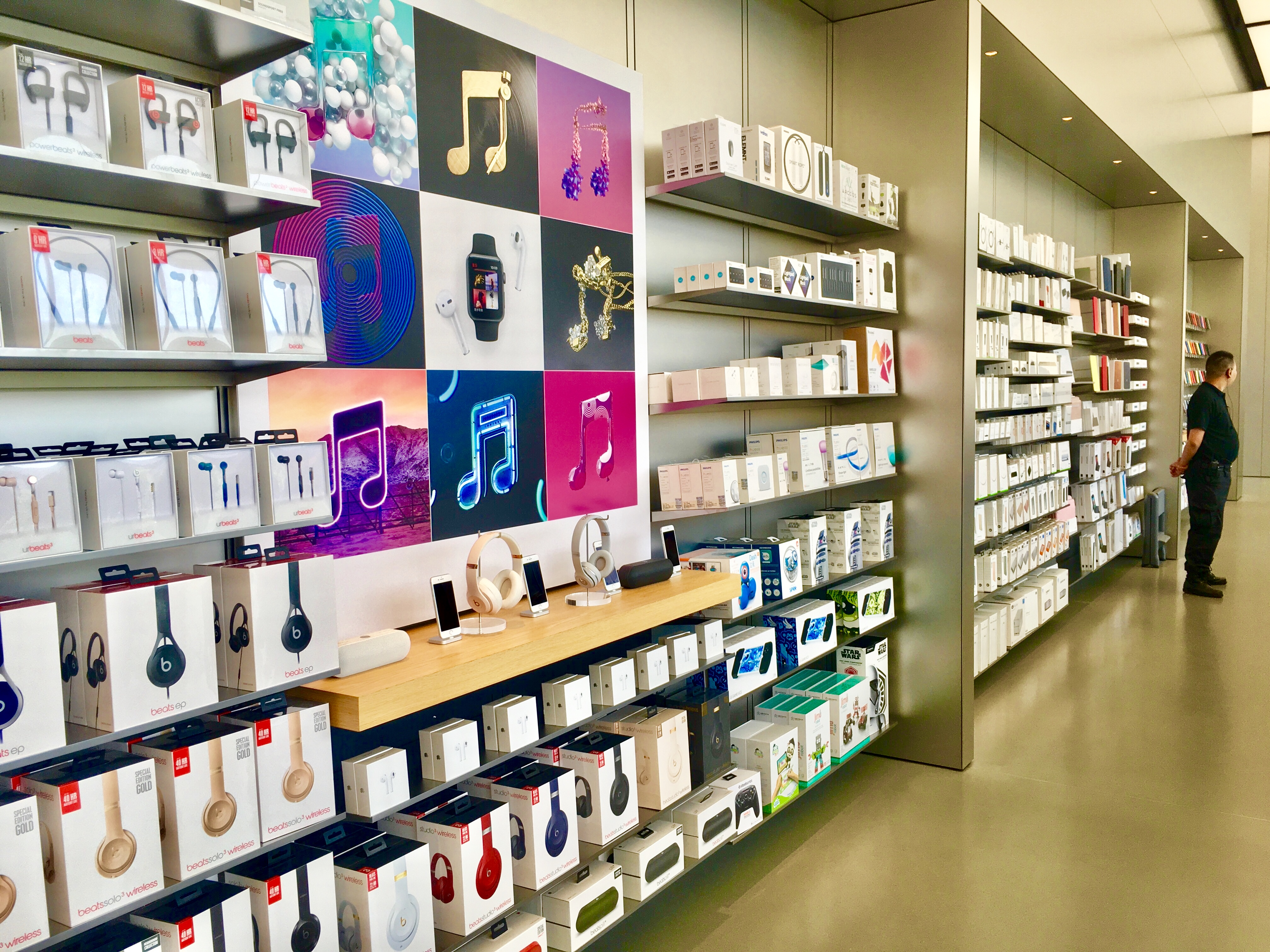
Прилавки продажу аксесуарів у крамниці Apple Store в Ченду

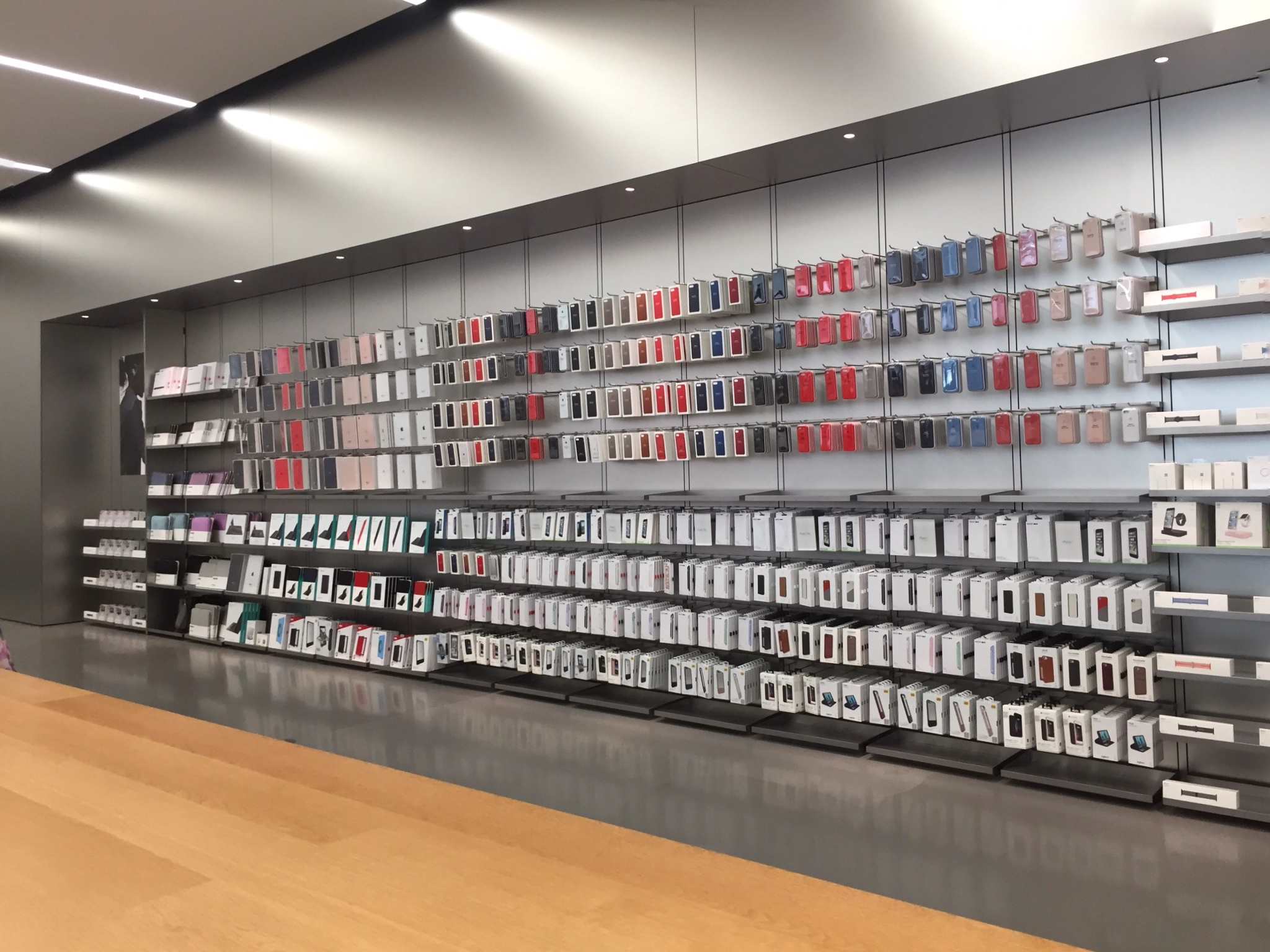
Прилавки продажу аксесуарів в крамниці Apple Store у Чунцині

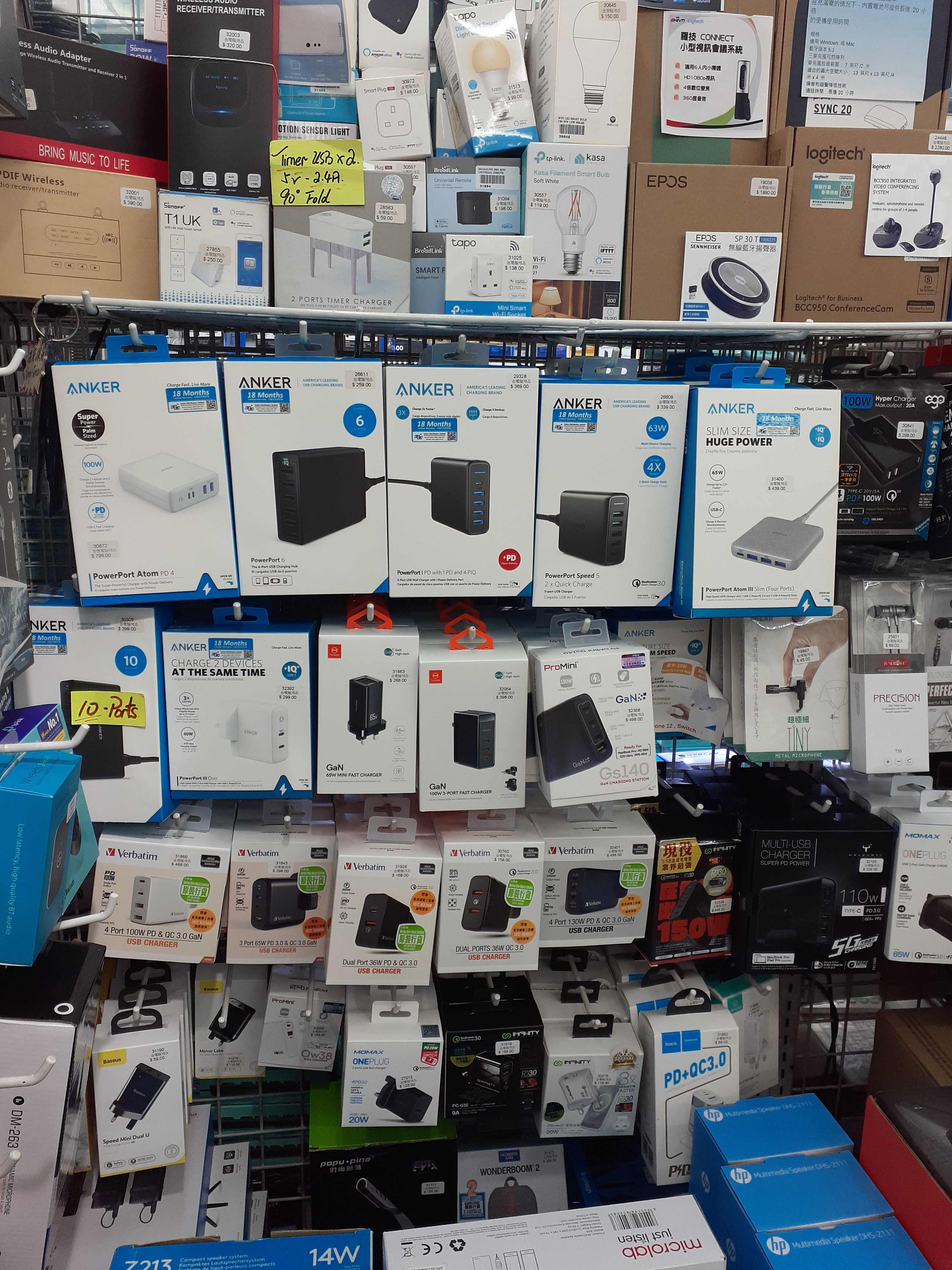
Вітрина продажу різноманітних аксесуарів для мобільних пристроїв

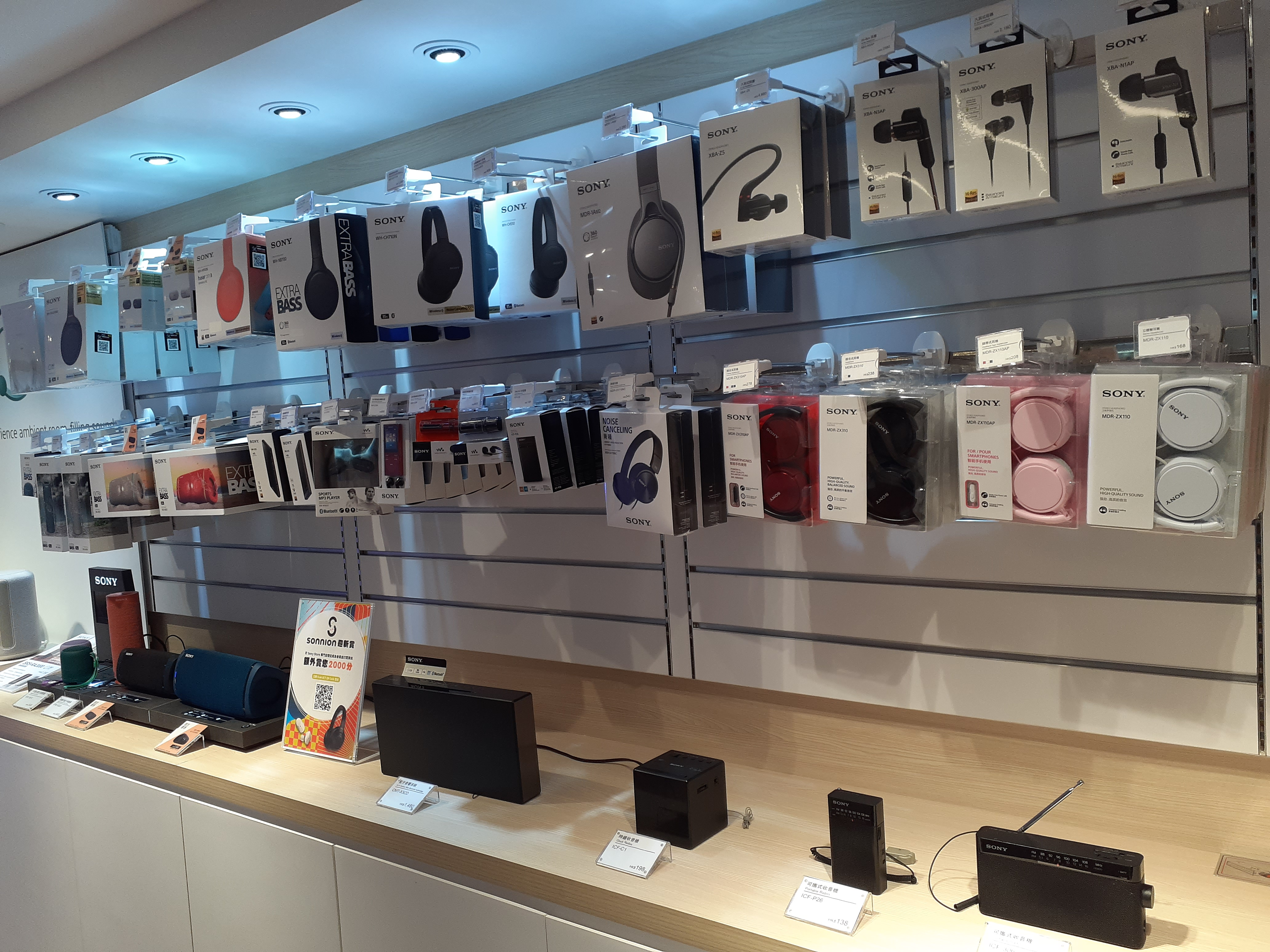
Прилавок продажу аудіодевайсів в крамниці Sony Store в Гонконзі

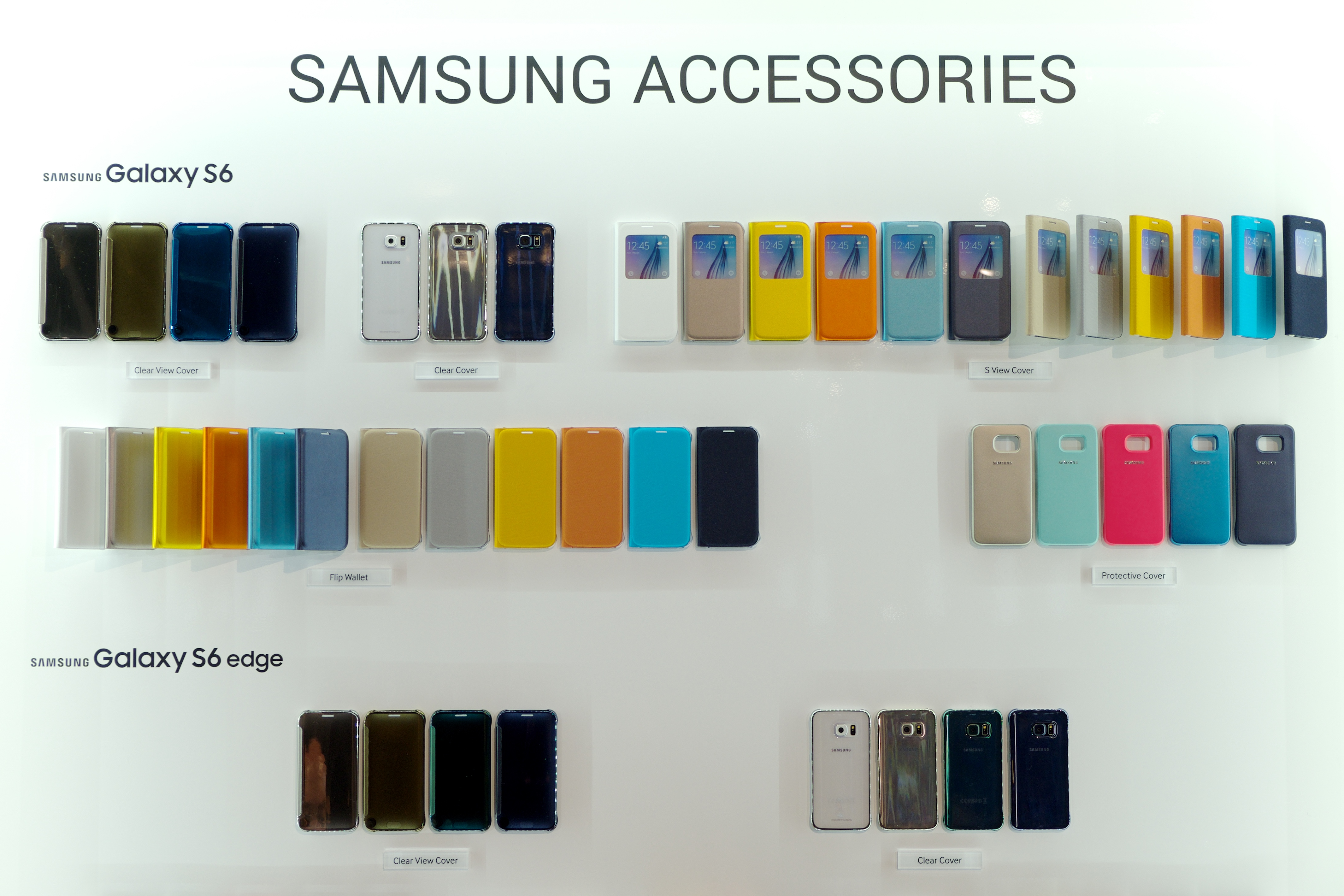
Оригінальні аксесуари до серії смартфонів Samsung Galaxy S6

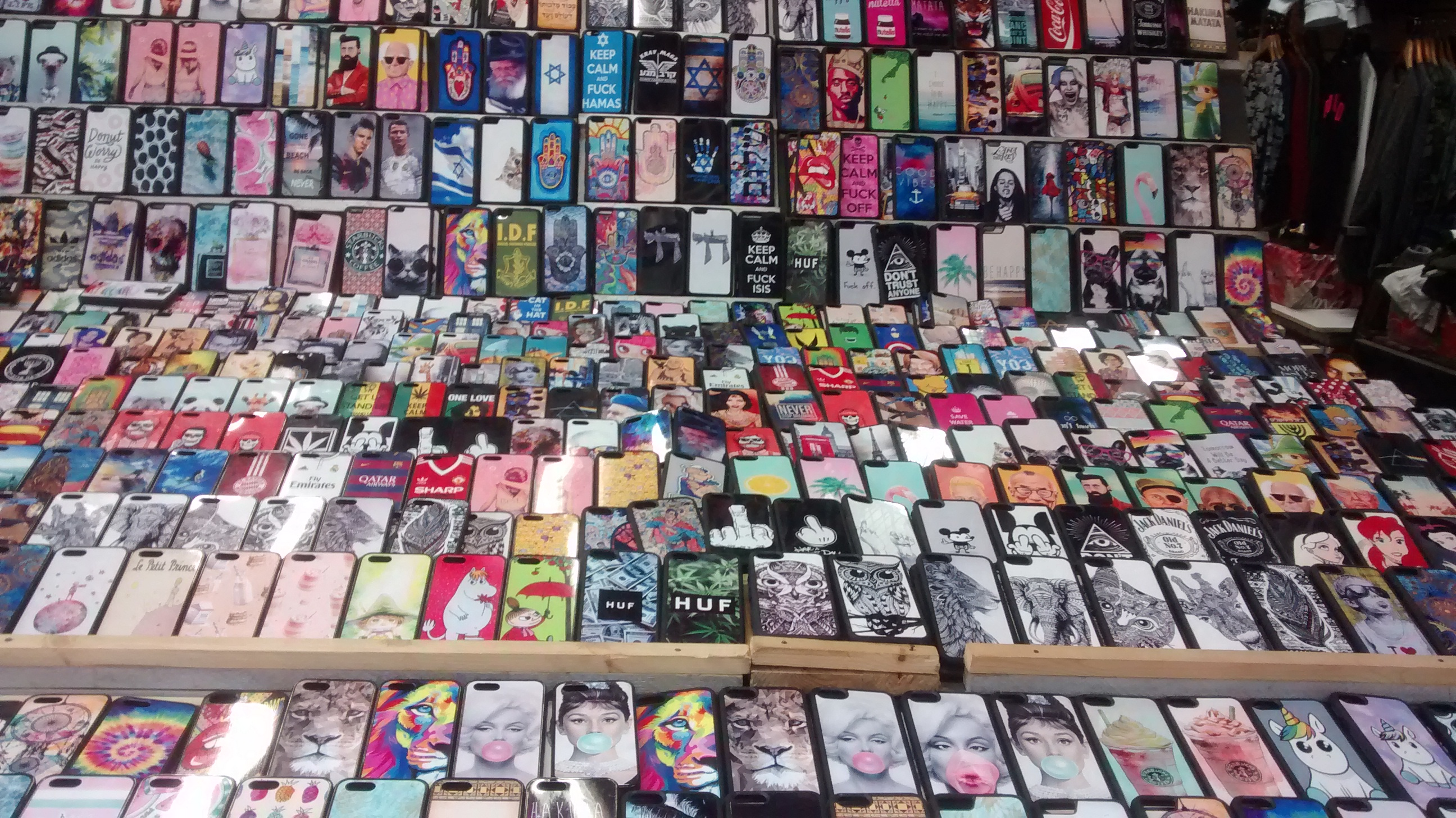
Прилавок продажу чохлів для серії iPhone

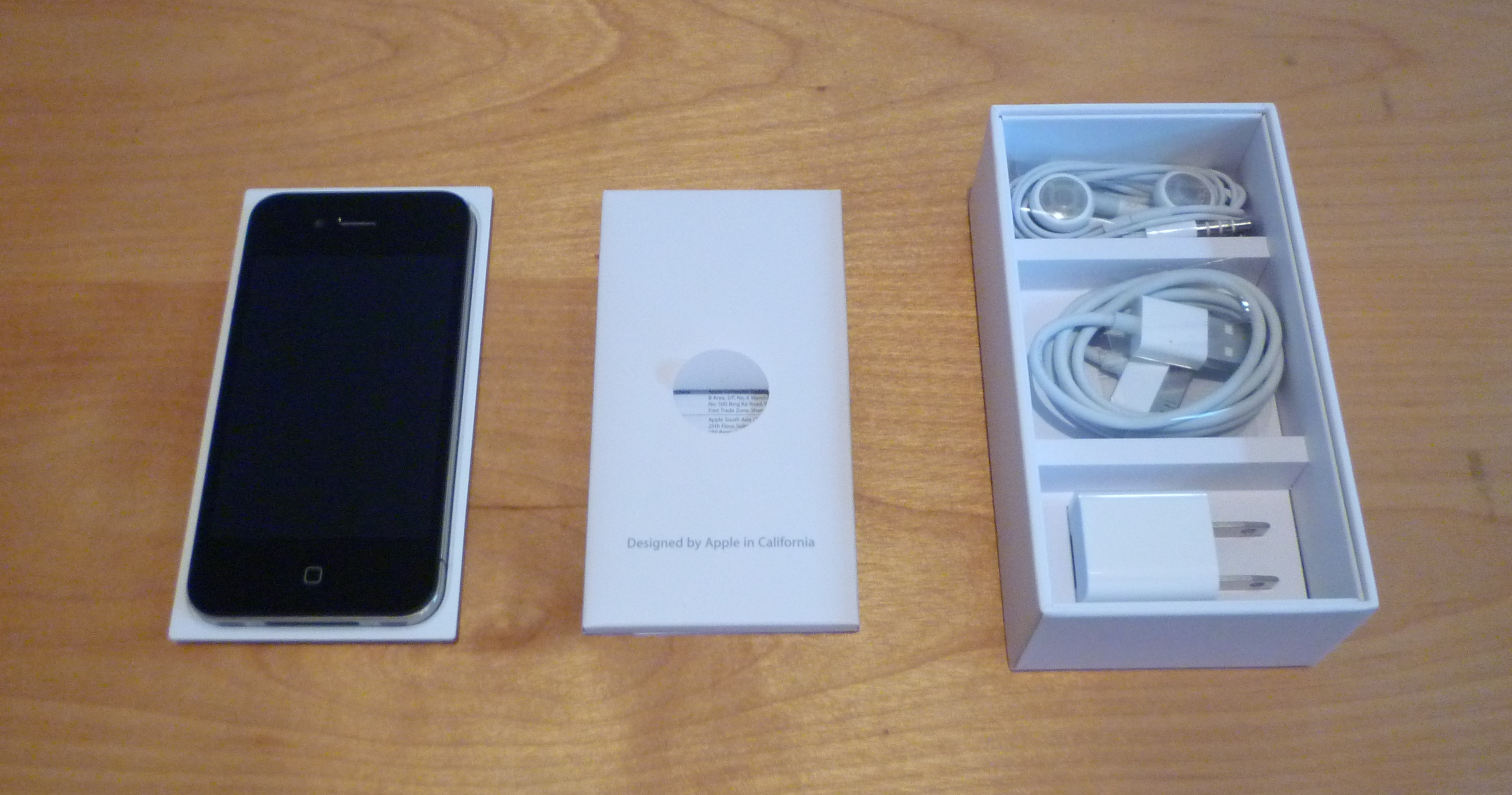
Комплектні аксесуари iPhone 4 від виробника

Мобільні аксесуари включають будь-яке апаратне забезпечення, яке не є невід'ємною частиною роботи смартфона чи іншого мобільного пристрою, розроблене виробником.

## Захист

### Кейси та чохли

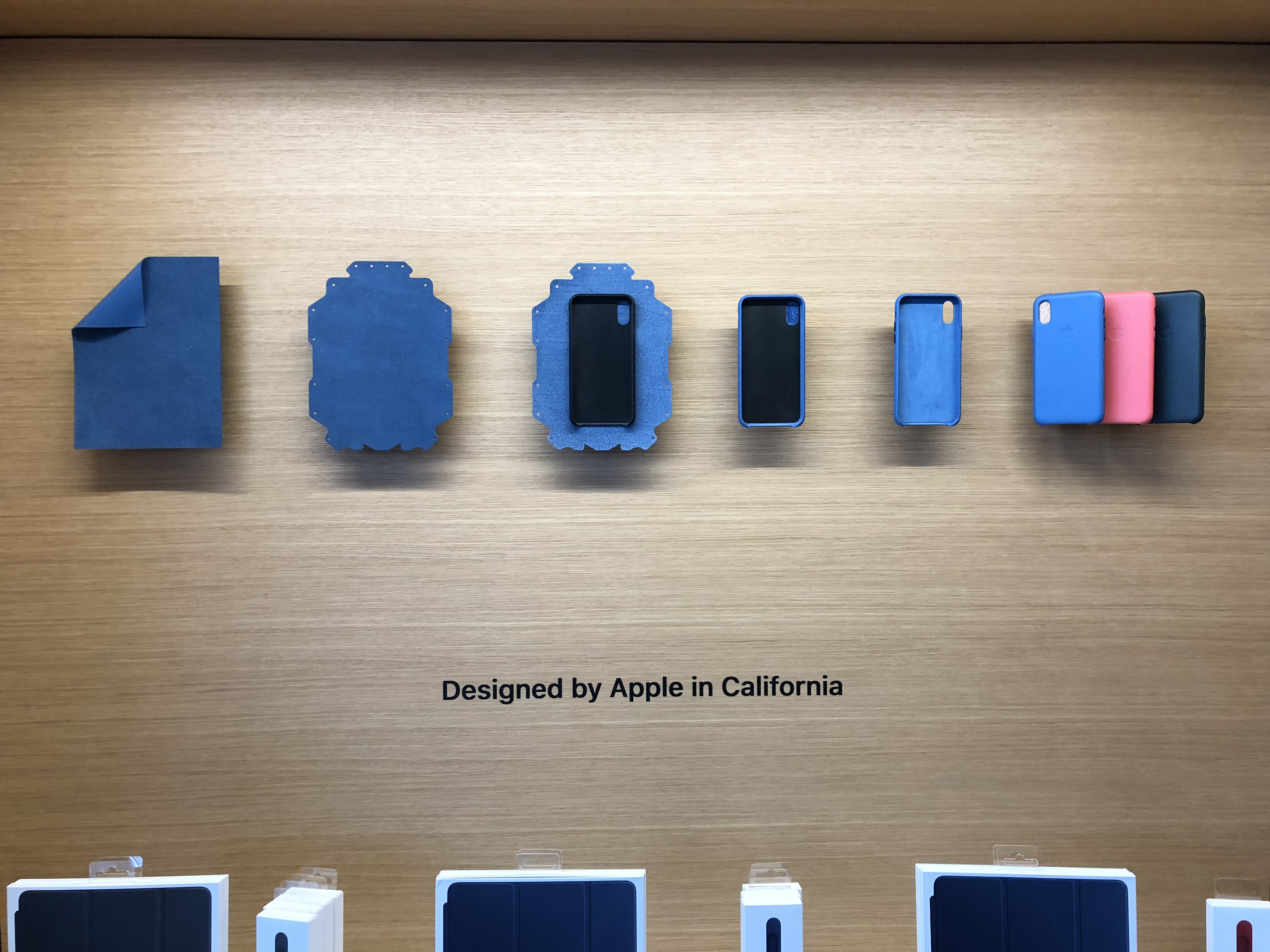
Покрокова візуалізація створення фірмового шкіряного чохола накладки в Apple Park Visitor Center

Кейси або чохли — футляри що призначені для захисту, кріплення, підтримки або іншого тримання смартфона. Легкість у використанні та доступність у будь-якому діапазоні цін, зростання продажів смартфонів у всьому світі та впровадження інноваційних і помітних підходів сприяють зростанню ринку чохлів. Зараз чохли випускаються за різним типом, різної конструкції, з різних матеріалів, в різних кольорах і з різними надписами та цитатами, які, зрештою, відповідають стилю життя споживача, а також визначають його модний образ. На індивідуальних футлярах для телефонів використовується друк на замовлення. Різні компанії мають різні методи друку на футлярах; одні використовують сублімацію, інші — шкурки, надруковані струменевим друком, наступні — способи тривимірного сублімаційного 3D-друку.
У функціональні футляри можна вбудувати зовнішні акумулятори або клавіатуру та сенсорну панель USB, Bluetooth або Wi-Fi.

#### Різновиди кейсів та чохлів

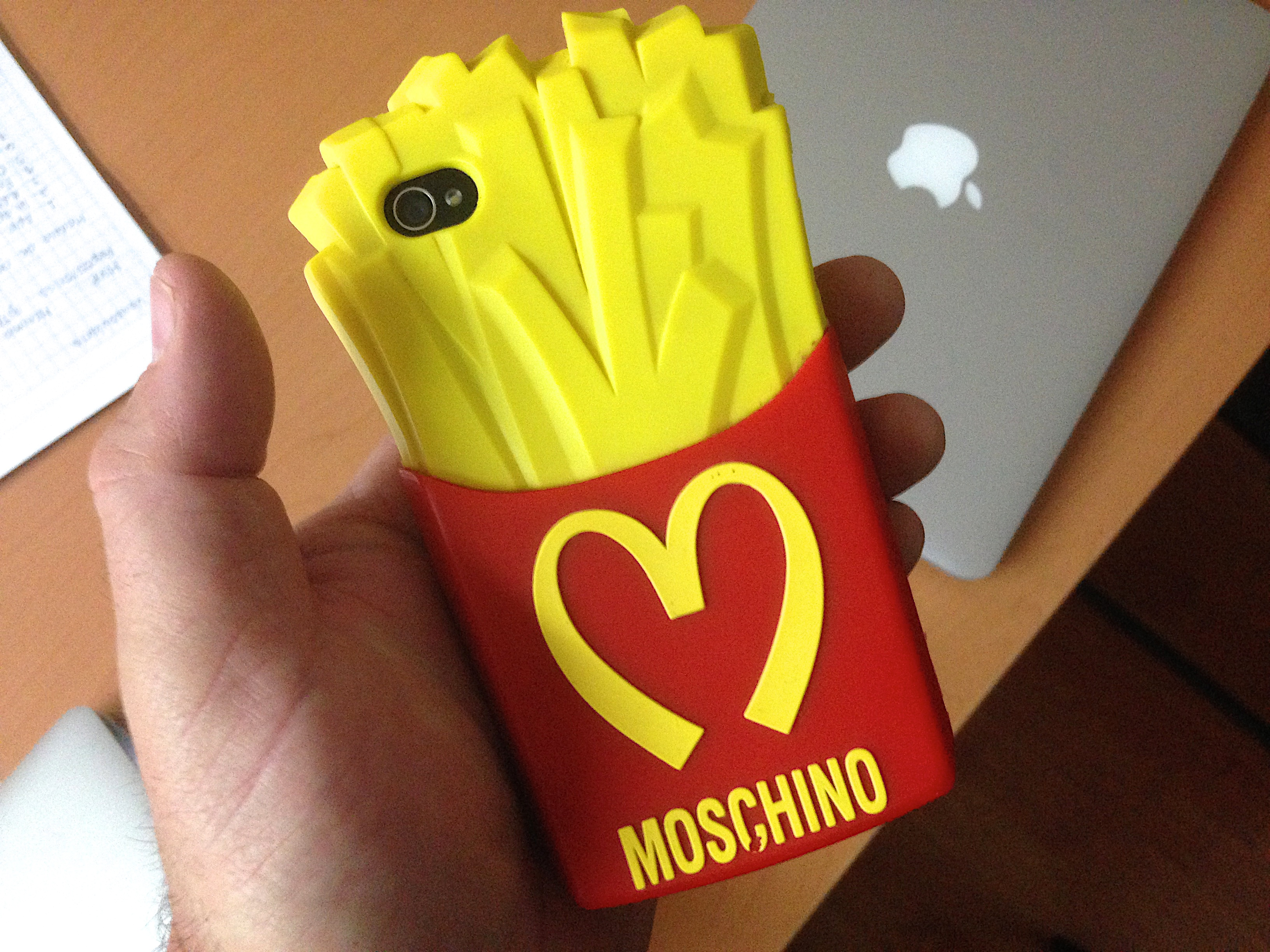
Фігурний силіконовий 3D чохол накладка для iPhone 5
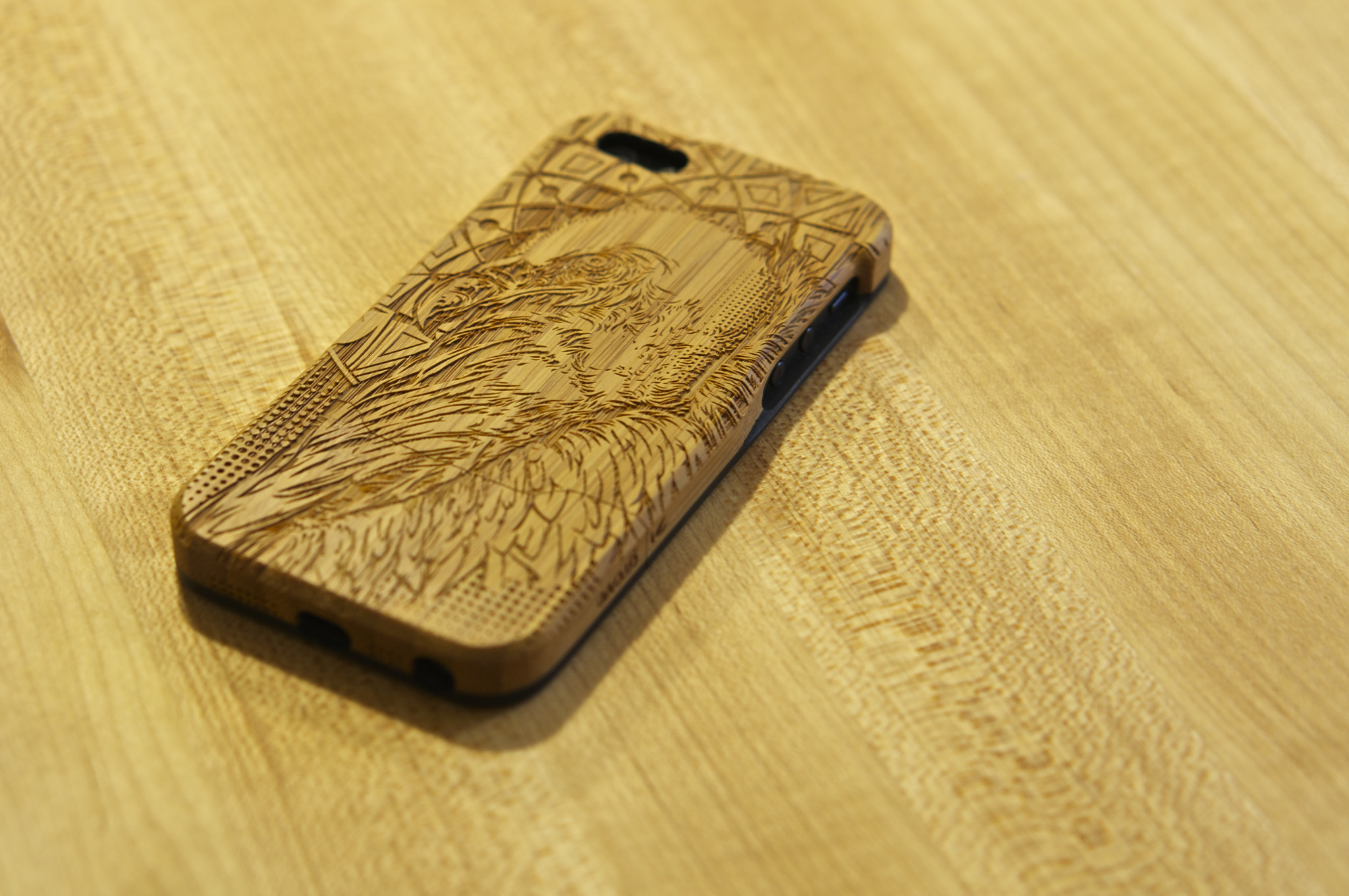
Дерев'яний чохол накладка з гравіруванням на задній спинці для iPhone 5
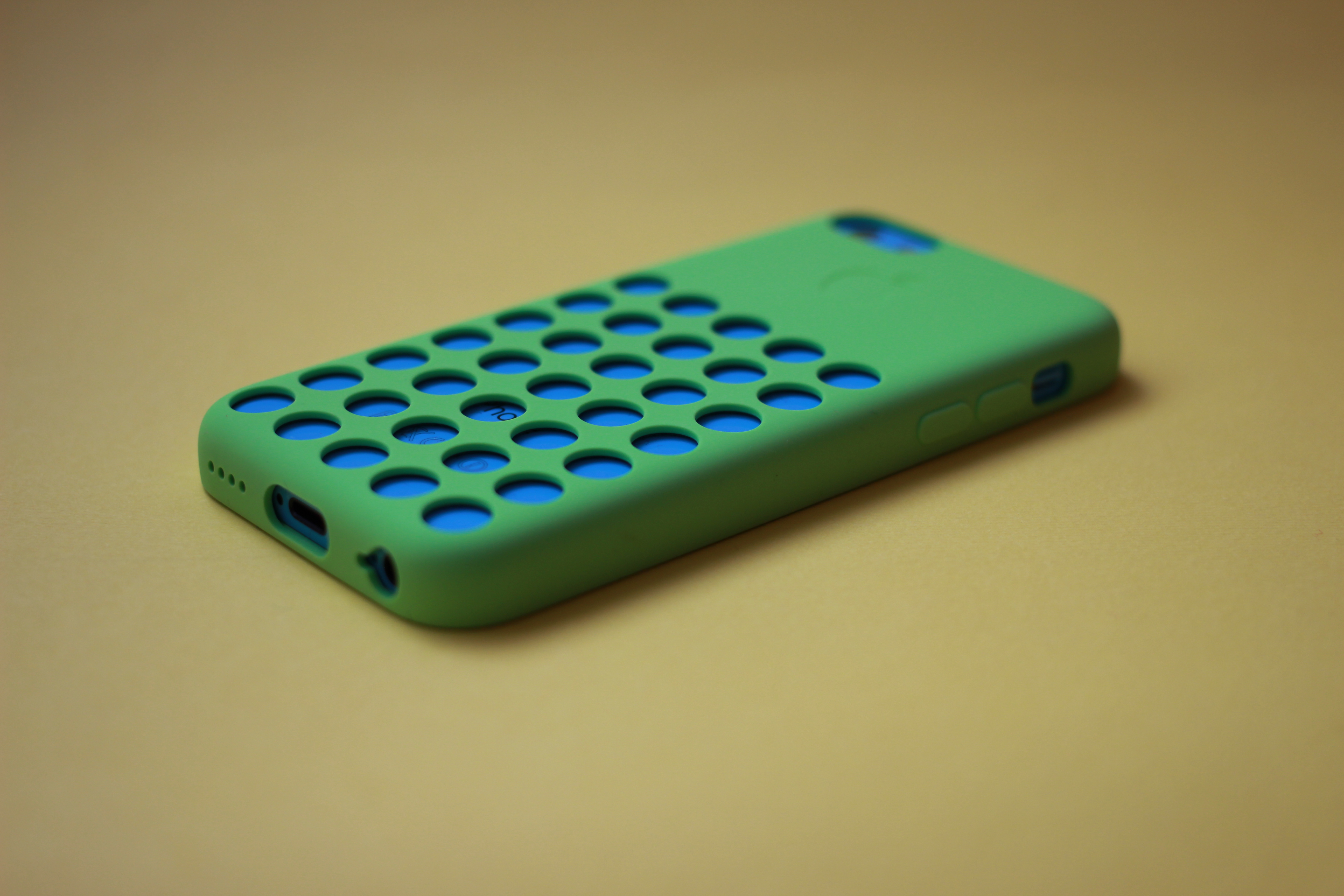
Перфорований чохол накладка для iPhone 5c
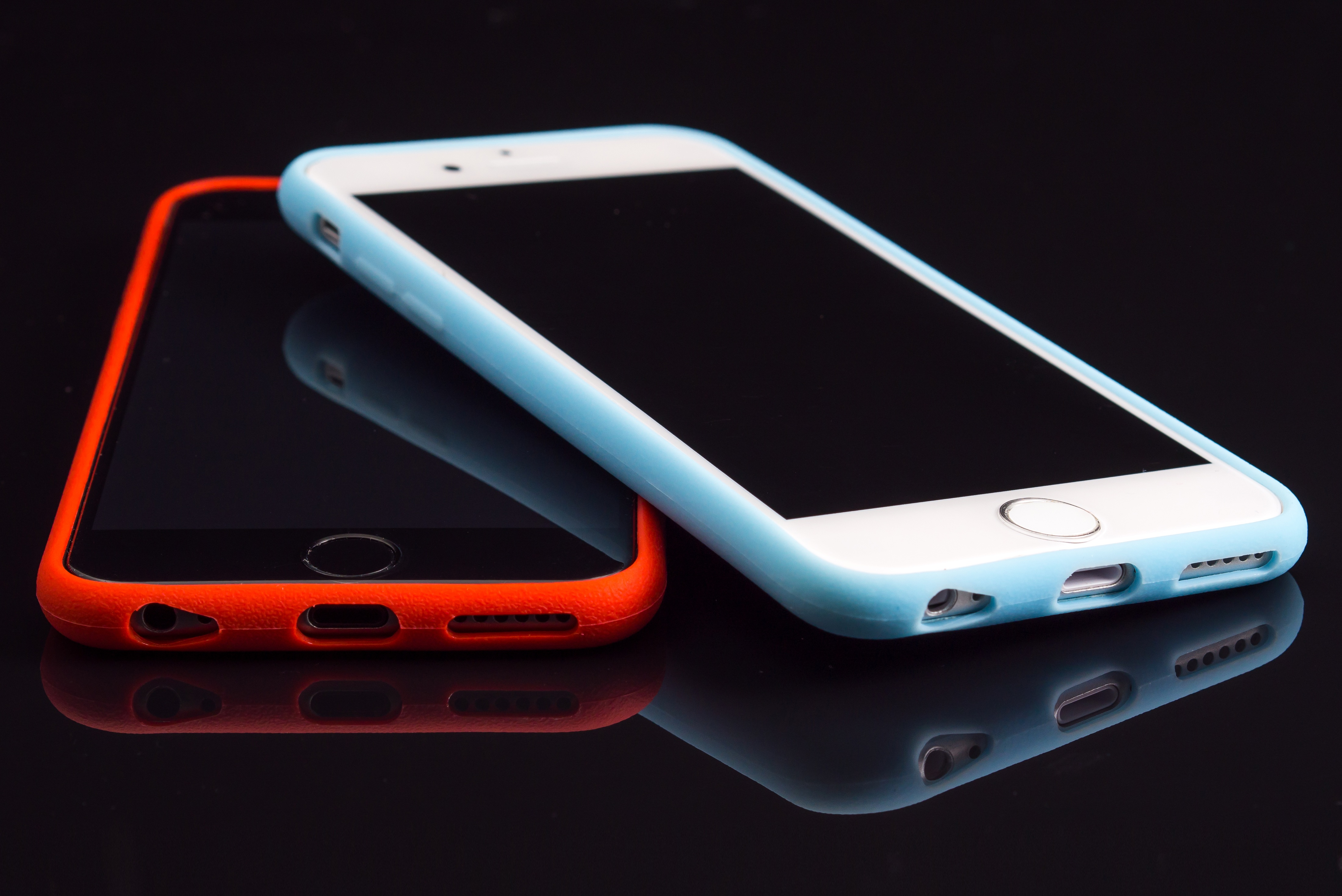
Силіконові чохоли накладки для iPhone 6
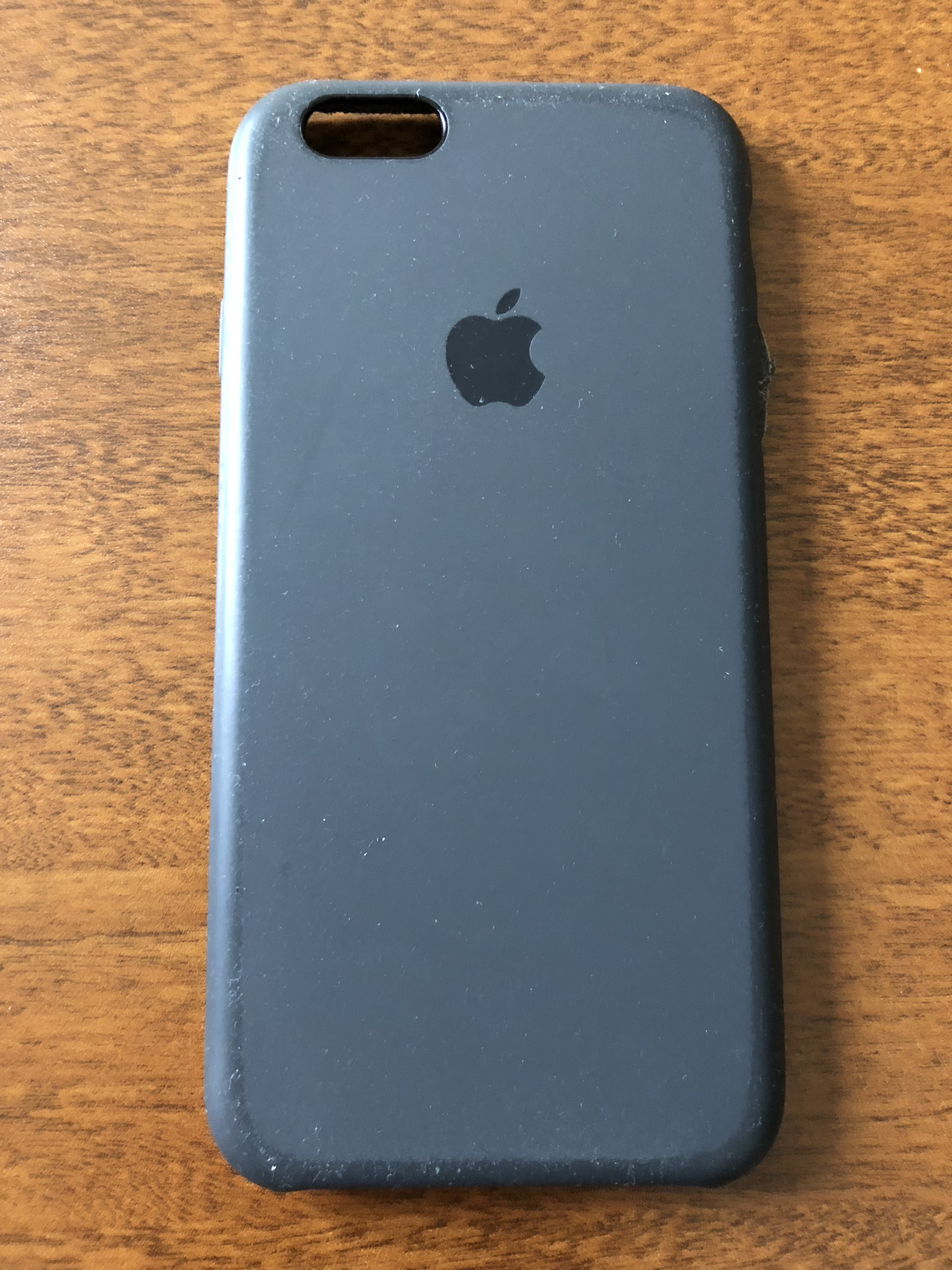
Матовий чохол накладка для iPhone 6s
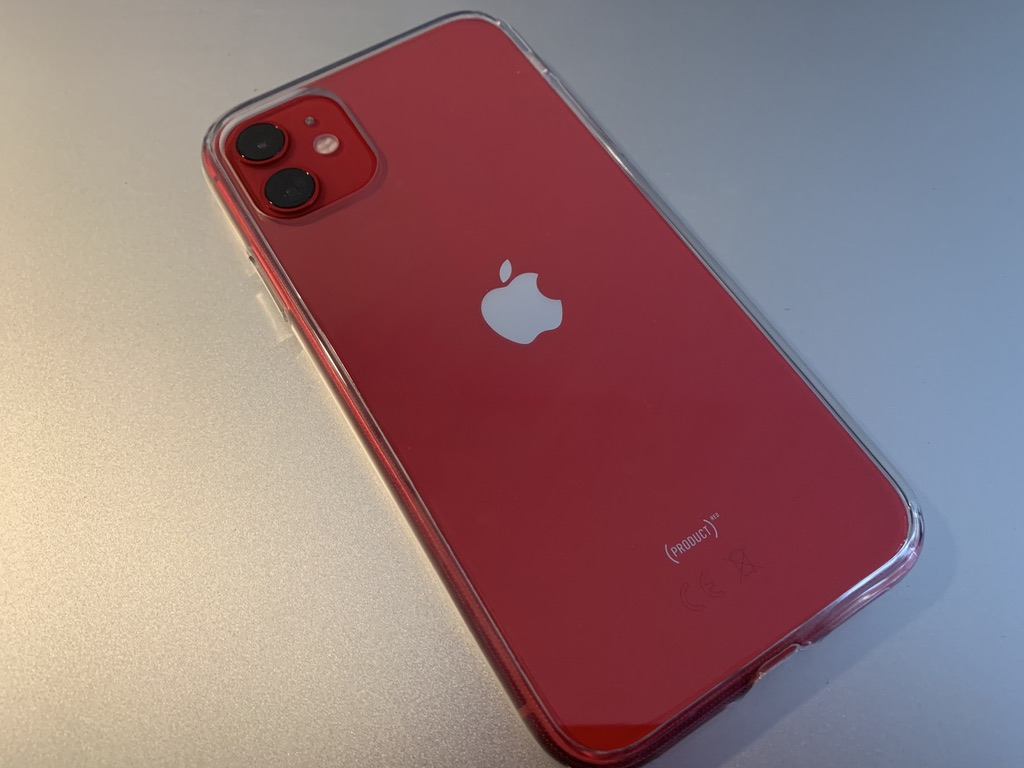
Глянцевий прозорий чохол накладка із суміші полікарбонату та TPU для iPhone 11
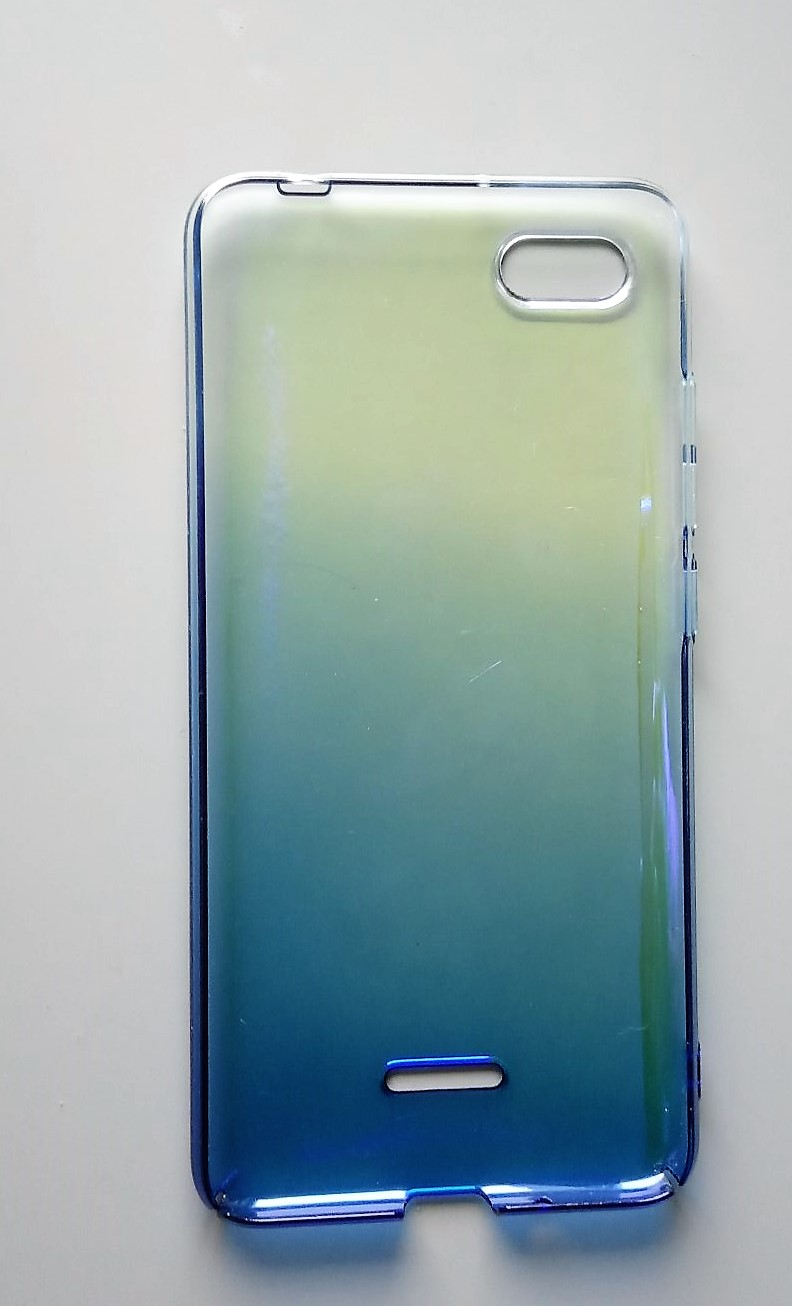
Силіконовий прозорий чохол накладка з градієнтним забарвленням для Redmi 6A
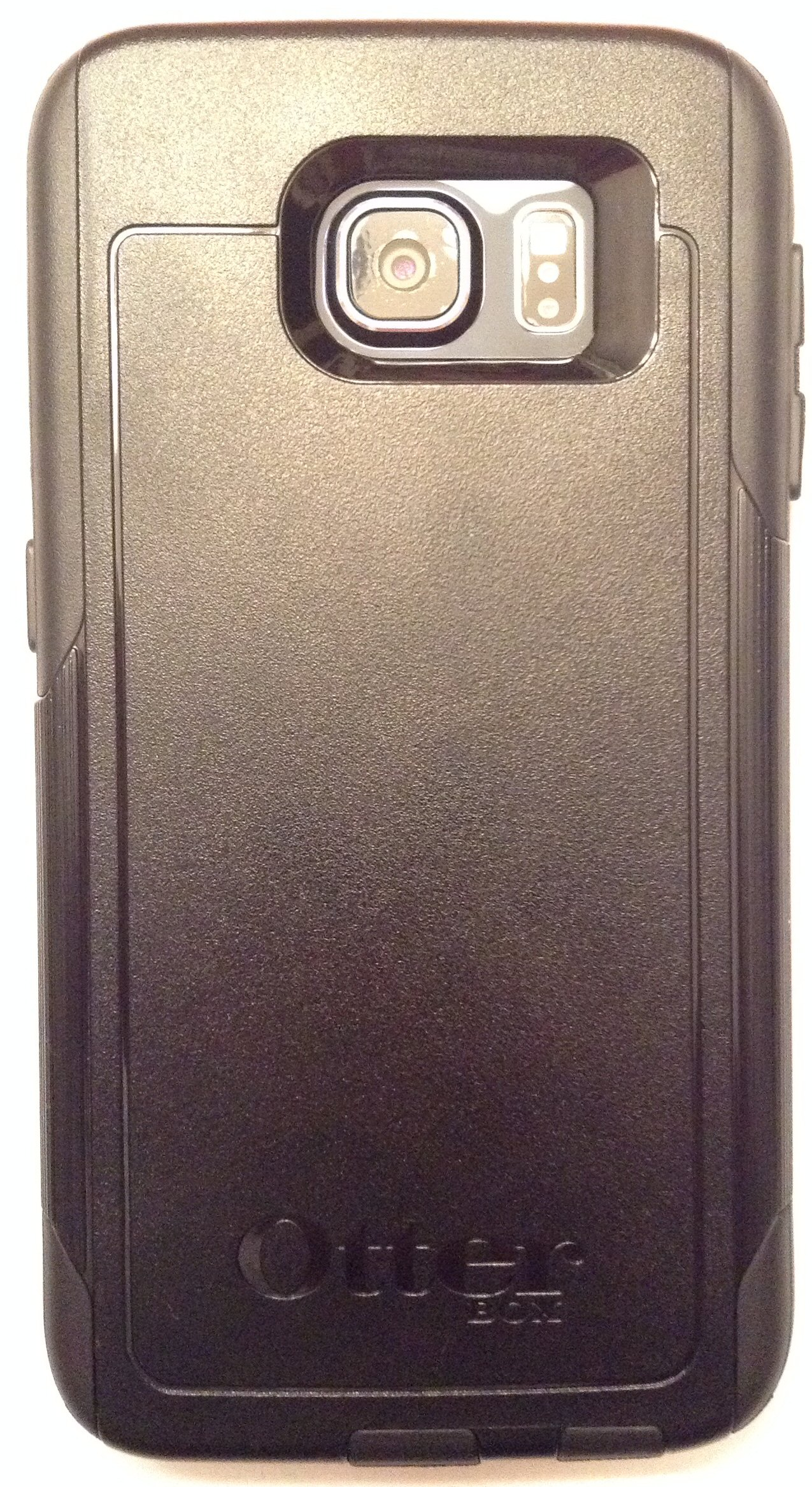
Захищений чохол для Galaxy S6
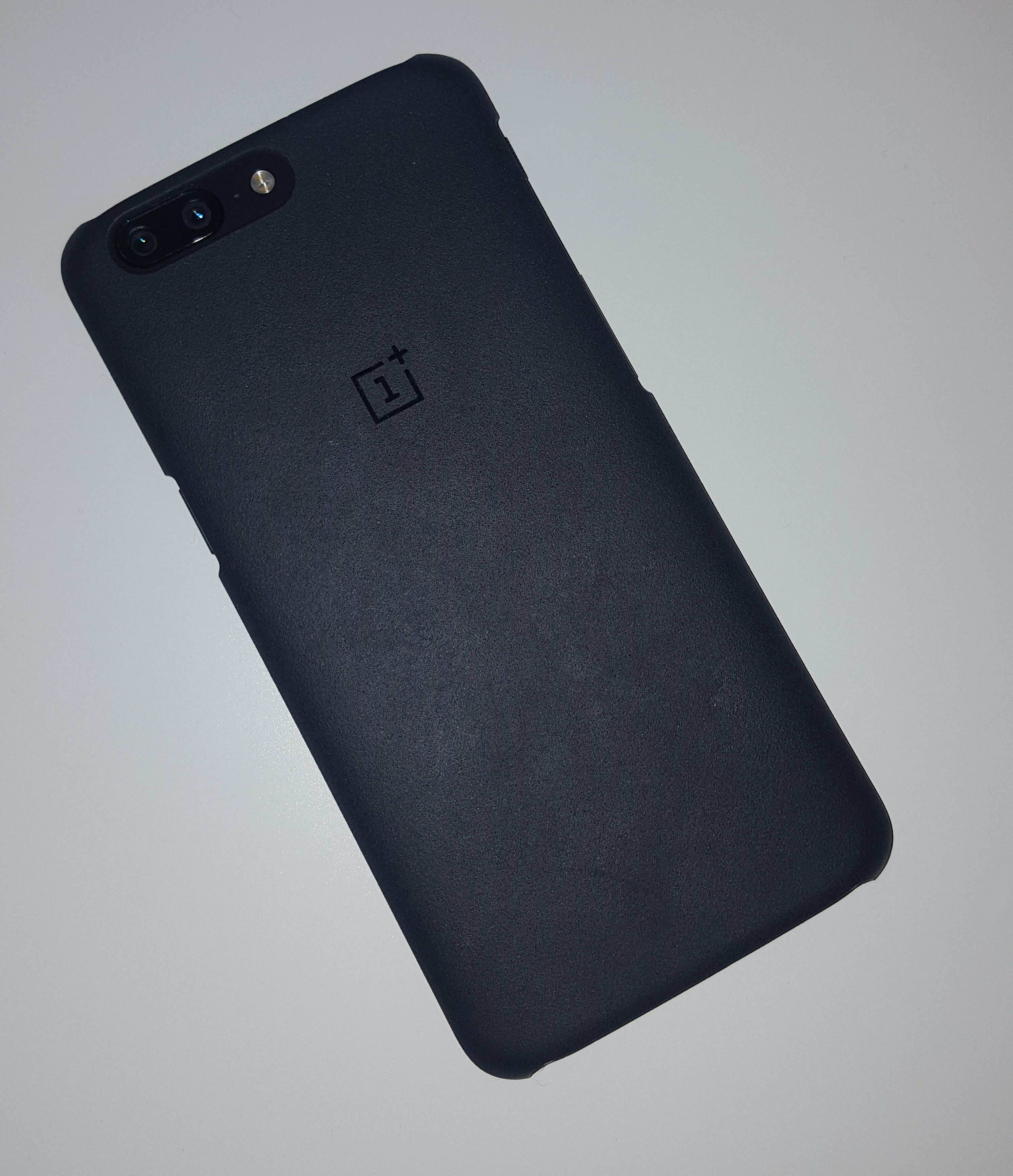
Матовий чохол накладка для OnePlus 5
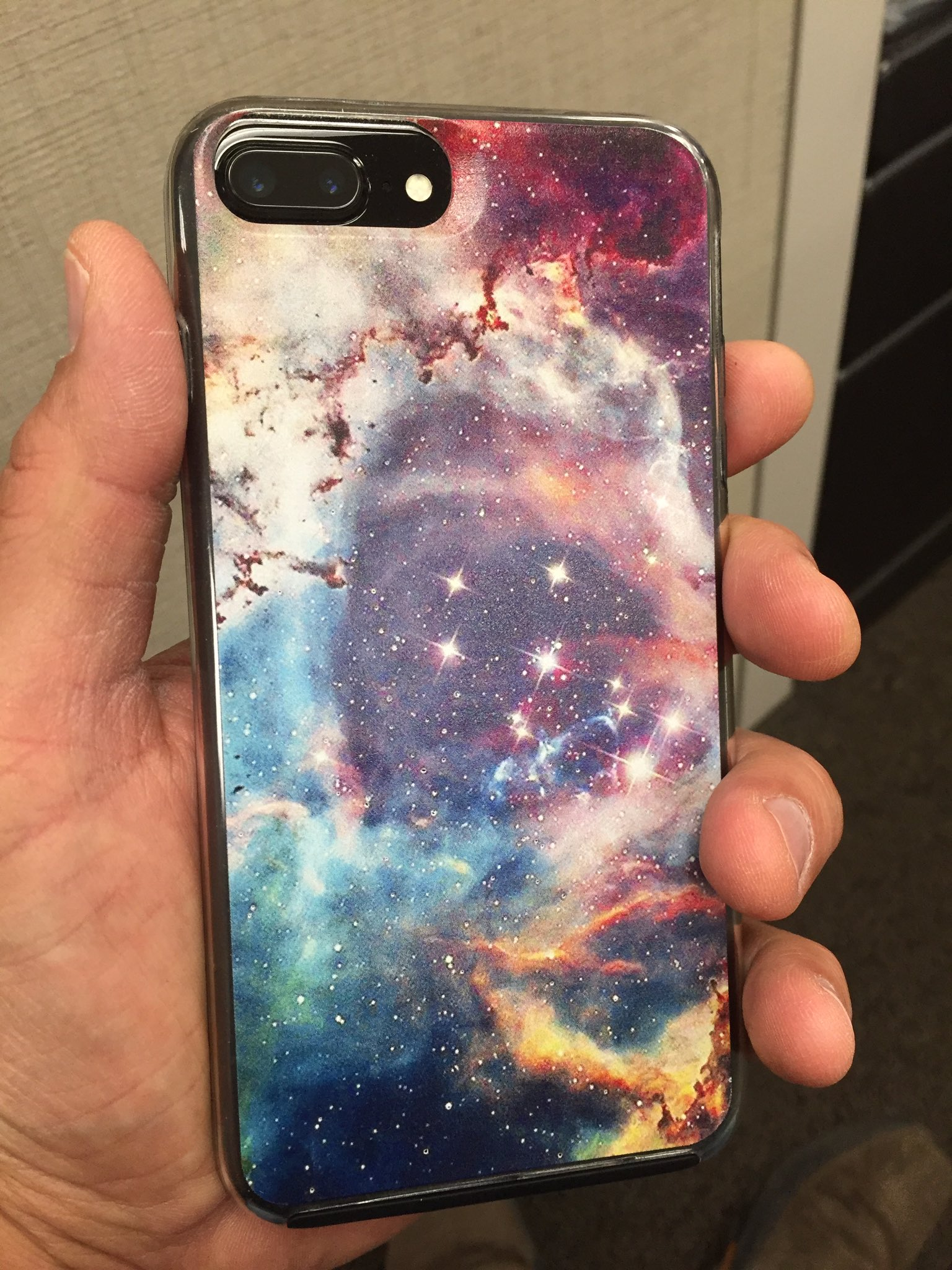
Сублімований матовий чохол накладка індивідуального дизайну з глянцевими торцями для iPhone 7 Plus

##### Чохол накладка
Чохол накладка — це кейс, що крім боковин закриває також задню кришку, завдяки чому збільшує ступінь захисту і суттєво змінює вигляд смартфона за рахунок варіативності кольорів і матеріалів. Наявність чохла накладки не відображається на зручності користування пристроєм — всі кнопки і роз'єми залишаються доступними. Такі чохли є найпоширенішими, оскільки прості у використанні. Всередині такого чохла може бути твердий каркас, зовні вони виконані з приємних для дотику матеріалів, всередині можуть містити внутрішню підкладку що вменшує ризик подряпати пристій пилом та гранулами піску, що можуть потрапляти у вільний простір між чохлом та спинкою пристрою.

##### Чохол-книжка
Чохол-книжка — це футляр, що окрім накладки містить обкладинку яка прикриває дисплей. Чохол-книжка може служити для захисту та персоналізації. Він вкриває гаджет з усіх боків, тому є одним з найбільш надійних варіантів.
Найчастіше такі чохли виготовляються з натуральної шкіри або якісних замінників, що надає гаджету додаткову стильність і презентабельність.
Моделей чохлів-книжок існує безліч. У деяких є вікно, що дає можливість отримувати певну інформацію, не відкриваючи кришку, в інших — при відкритті кришки пристрій розблокується, що робить його використання зручніше, конструкція третє дозволяє їх використовувати у вигляді підставки для перегляду відео.
Ще одним бонусом такого чохла є наявність кишень для зберігання грошей або пластикових карт.
Це результат відносно "оголених" конструкцій, вироблених провідними виробниками, де металеві та скляні компоненти пристрою піддаються впливу та вразливі до пошкоджень.

##### Чохол-кишеня
Чохол-кишеня — це фуляр в середину якого можна засунути мобільний пристрій, для користування яким його щоразу потрібно виймати. Внаслідок того, що такий чохол закриває смартфон з усіх боків, він характеризується високим ступенем захисту від подряпин, пилу, плям. Деякі моделі виготовляються з додатковими вставками, які можуть пом'якшити удари при падінні. Він також відомий як чохол-футляр.

##### Чохол-фліп
Чохол-фліп — це футляр для смартфону, що є різновидом чохла-книжки з тією відмінністю, що кришка відкривається вертикально вниз. Деяким користувачам така конструкція здається зручніше. Такі чохли  можуть містити невеликий ремінець, що загнутий на кінці, для того щоб кришка самовільно не бовталася при русі.

##### Чохол кобура
Чохол кобура — це фактично той же футляр, але оснащений кріпленням на пояс. Такий чохол позбавить його власника від носіння телефону в кишені або руках.

##### Чохол-бампер

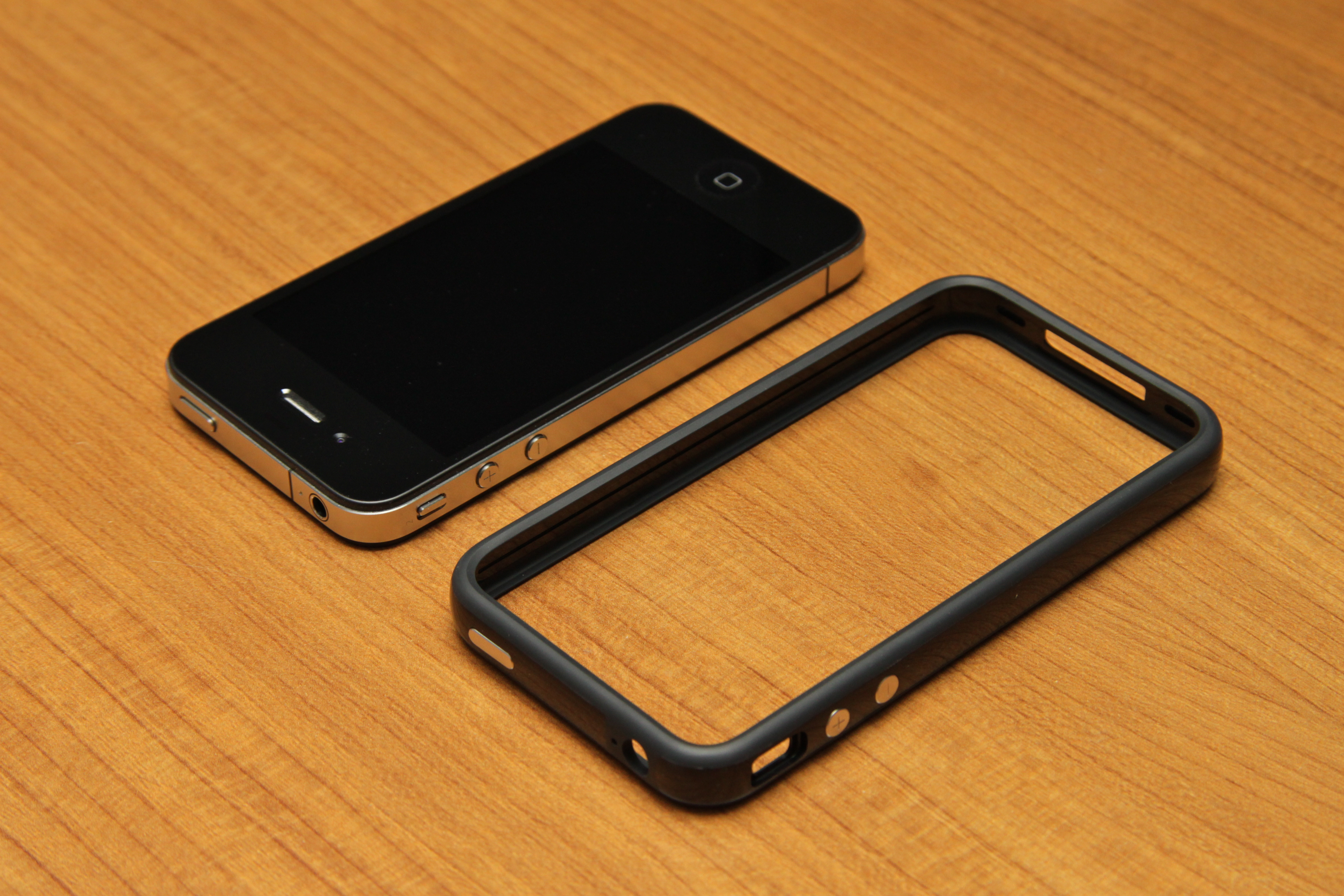
Чохол-бампер для iPhone 4

Чохол бампер — це чохол для смартфона, який захищає бічні сторони телефону завдяки виступаючому гумовому або м'якому пластиковому краю. На папері це звучить дивовижно, чохол, який, по суті, є рамкою для вашого телефону, дозволяючи вам бачити загальний дизайн апаратного забезпечення. Такі аксесуари переважно виготовляються з еластичної гуми для того щоб поглинати удари вібрації від ударів при падінні. Такі аксесуари мали широку популярність, коли пристрої мали компактні габарити, та згодом виробники почали збільшувати розміри смартфонів і такі чохли відійшли на другий план.

##### Стоячий чохол

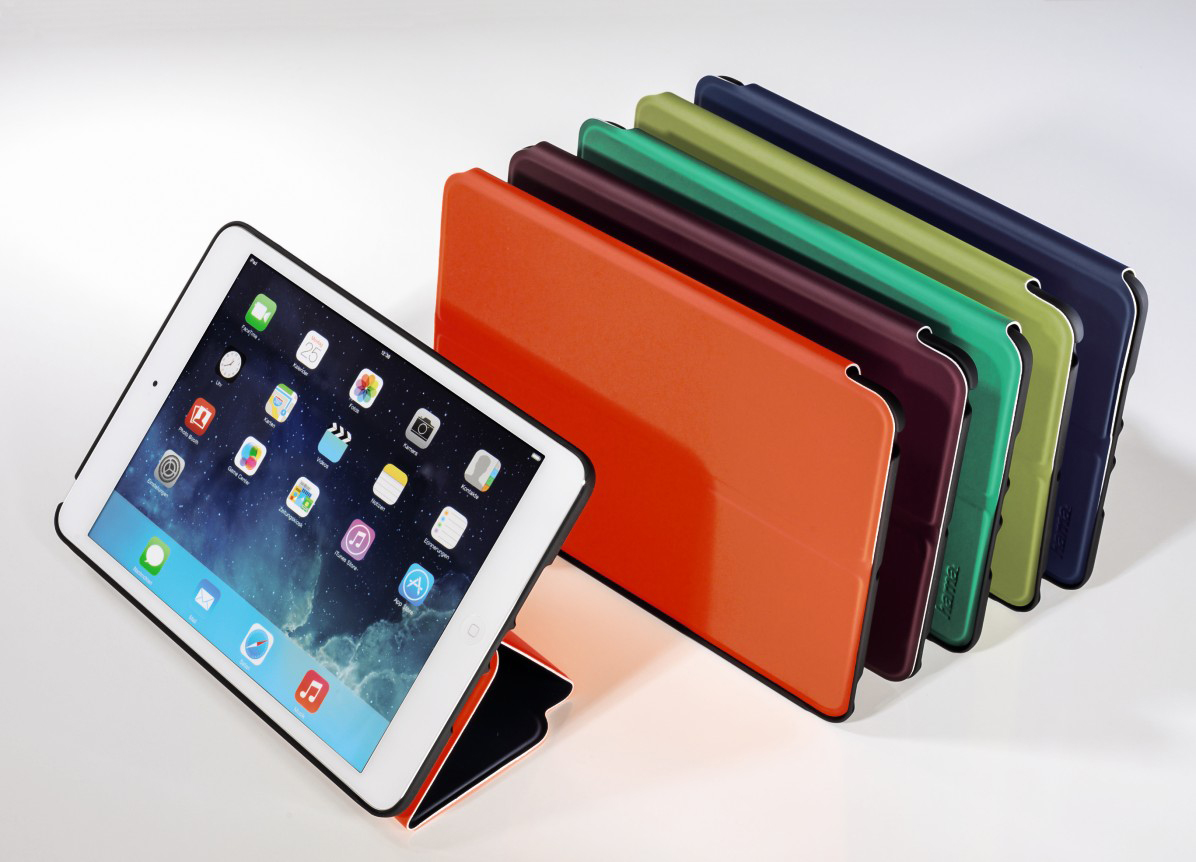
Комбінований футляр і підставка для iPad mini

Стоячий чохол — це футляр, що може тримати пристрій у вертикальному положенні. Чохли для фоліо — це поєднання футляра та підставки, а ще він може включати клавіатуру (USB для смартфонів OTG або клавіатуру Bluetooth). У таких чохлів обкладинка що закриває дисплей не просто може згинатися та утворювати підставку, каркас може мати висувну підставку, опираючись на яку пристрій триматиметься у вертикальному положенні на рівних поверхнях. Широко популярні аксесуари для сучасних планшетних комп'ютерів, що мають великі дисплеї.

##### Захищений чохол
Захисний чохол — це футляр для смартфону, основною функцією якого є посилений захист смартфону від зовнішніх пошкоджень. Вибір захисних чохлів варіюється від дешевих до преміальних. Захисні чохли в бершу чергу забезпечують ефективний захист від будь-яких подряпин, а також можуть захищати від розливів рідини, пилу та тепла.

##### Чохол на руку

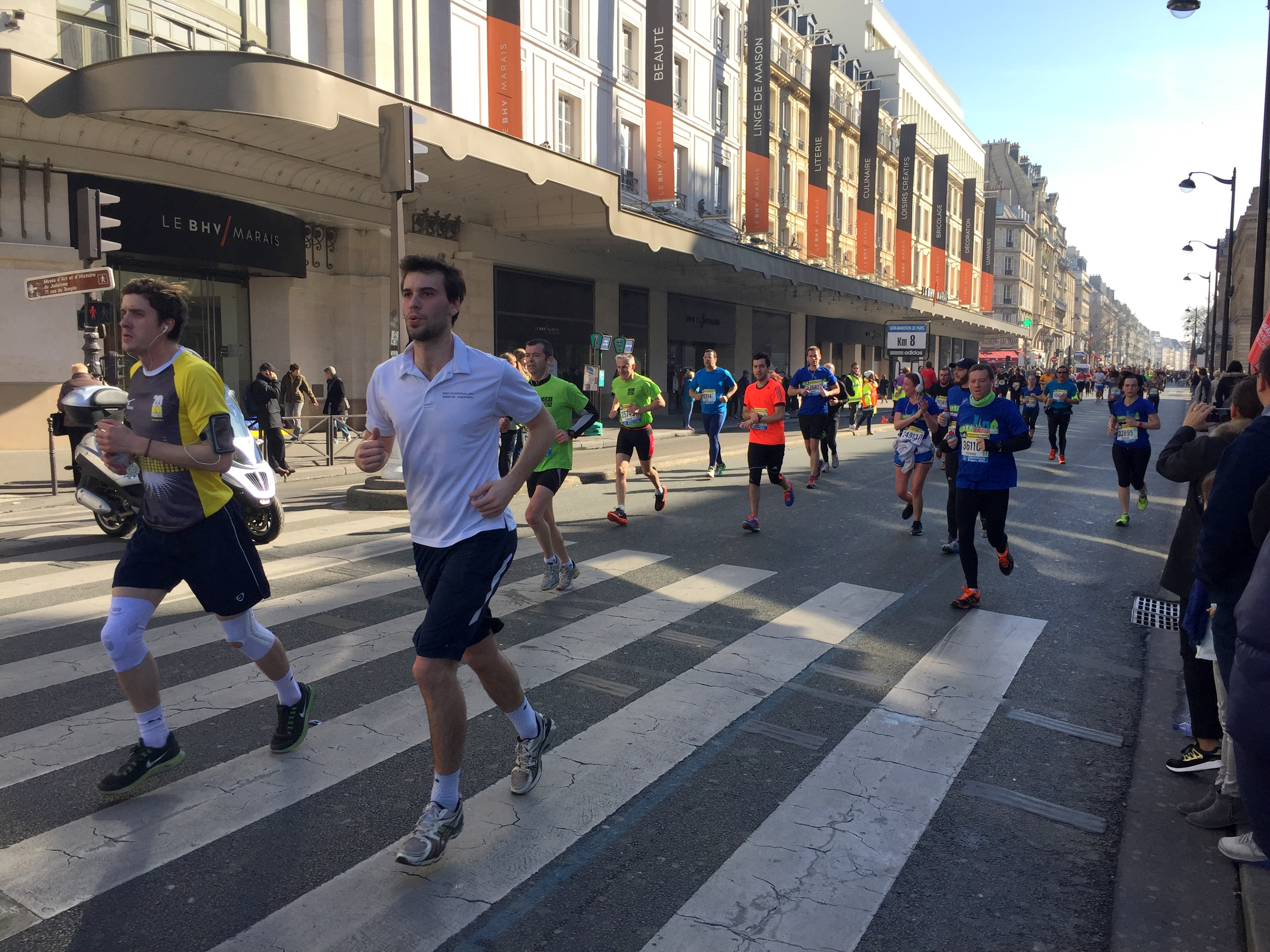
Бігун тримає смартон у чохлі для тренувань на застібці, що облягає біцепс руки

Чохол на руку — це футляр, з кріпленням до руку. Такі чохли виникли тому що незалежно від того, чи ви часто ходите пішки, чи ви досвідчений марафонець, кожному потрібно десь тримати свій телефон під час бігу чи тренування. Руки та кишені часто не є найзручнішим способом носити телефон під час тренувань і можуть навіть поставити пристрій під загрозу. Ось тут у справу вступають пов'язки з кріпленнлм для смартфонів і тримачі для бігу. Тримачі для телефонів корисні не лише тому, що вони звільняють руки під час роботи, але й захищають телефон від випадкового удару об тротуар або промокання під неочікуваним дощем. У той час як деякі тримачі для телефонів мають форму бігового ременя, інші закріплюються на ремінці навколо вашої руки (на біцепс) або ковзають у сумку, яка захищає ваш телефон. Як повсякденний варіант він навряд чи годиться.

##### Аквабокс

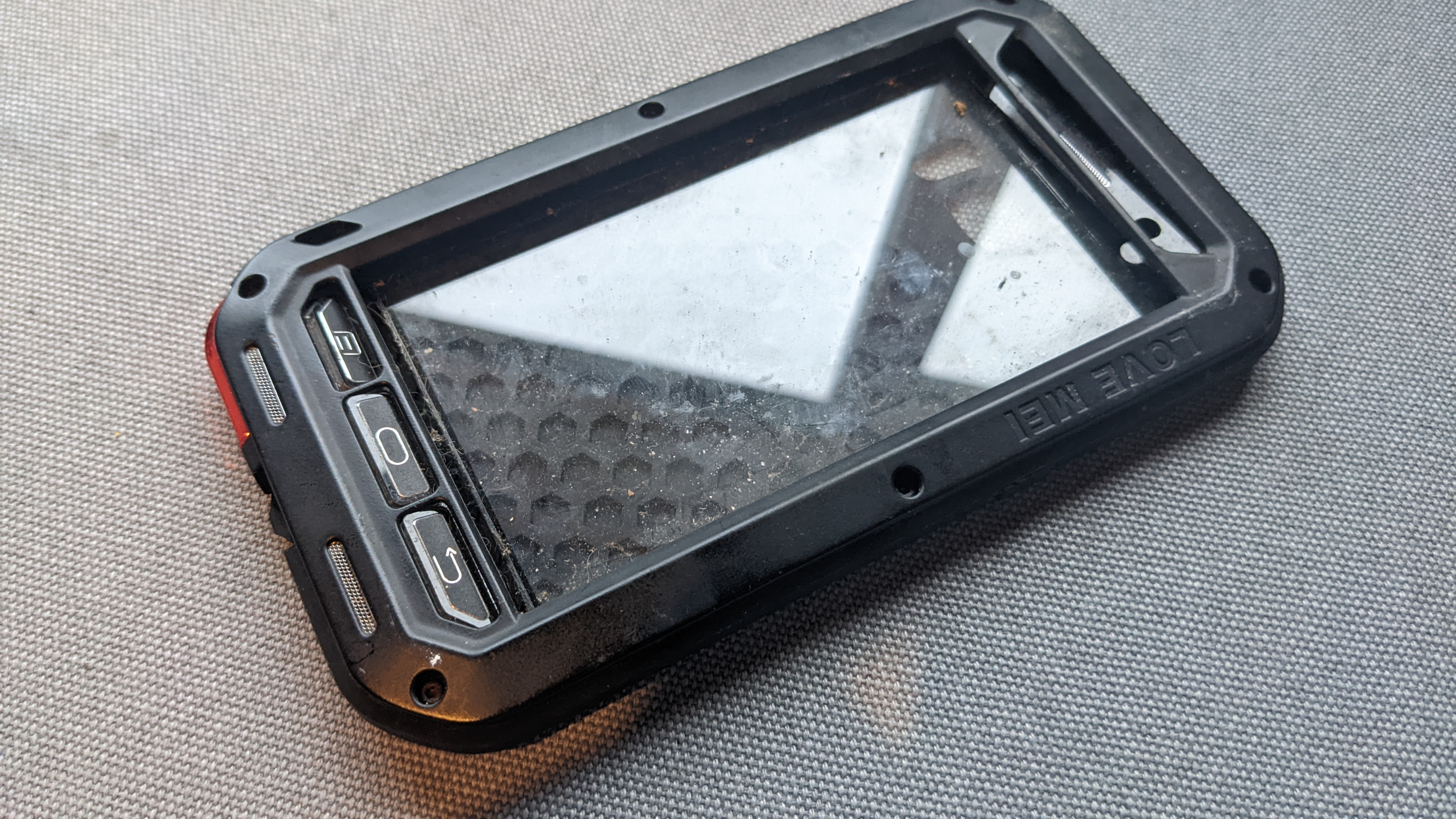
Аквабокс для смартфону

Аквабокс — це водонепроникний футляр для смартфона, який забезпечує повну функціональність під водою телефону. Завдяки простому повороту та блокуванню, цей простий у використанні продукт забезпечує весь необхідний захист для смартфона. Аквабокс захищає від води, піску та бруду. Телефон, одягнений в аквабокс, можна використовувати навіть для ведення підводної зйомки. При цьому важливо чітко дотримуватися інструкцій, що додаються в комплекті, для того щоб правильно помістити смартфон всередину та не допустити потрапляння рідини під час занурення.

##### Чохол з об'єктивом

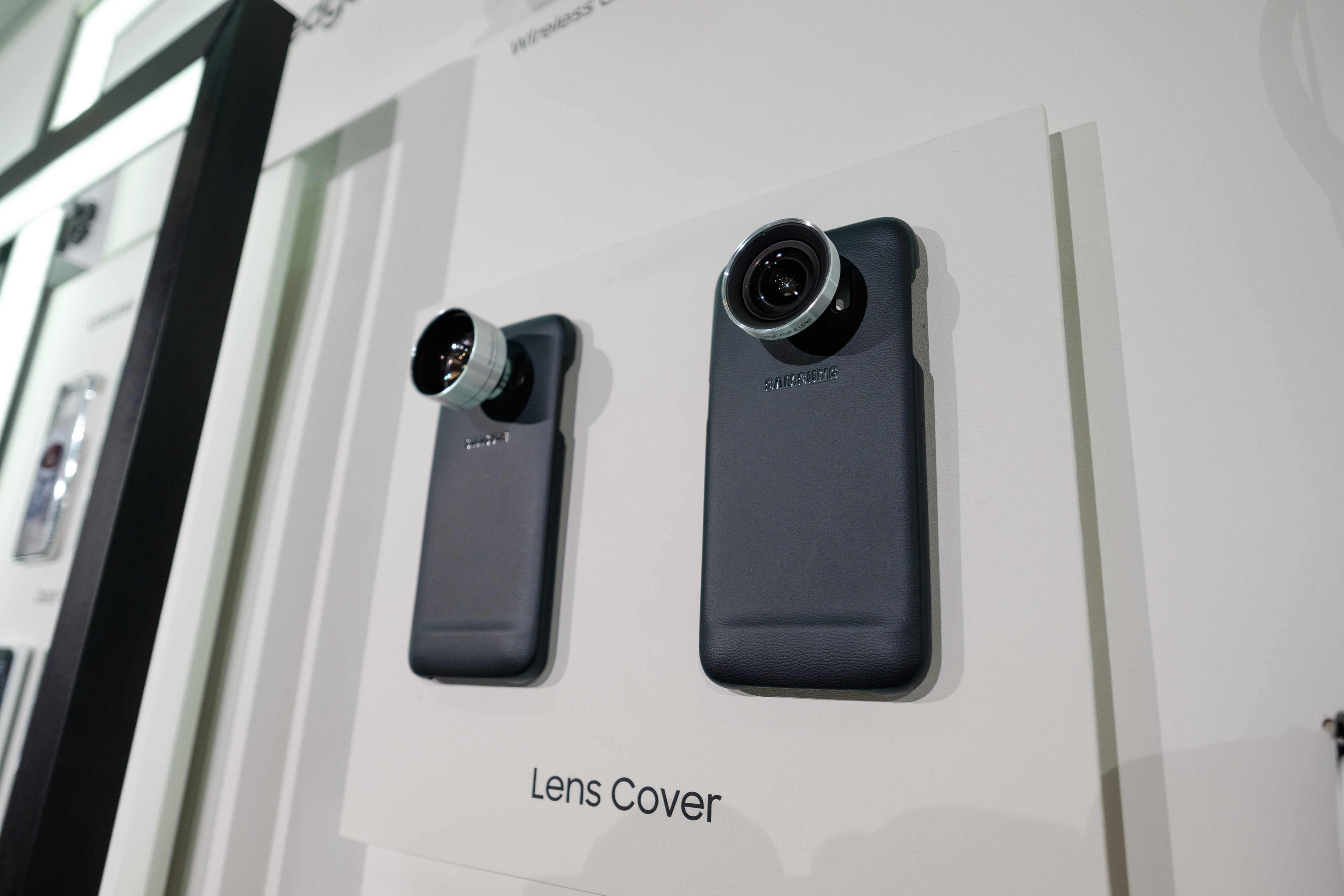
Чохли з серії оригінальних аксесуарів Samsung Galaxy S7 з влаштованим кріпленням для додаткового об'єктиву

Такі аксесуари є спеціалізованими виробами що слугують переважно для мобільної фотографії. Чохли з кріппленням для об'єктиву зазвичай дозволяють заміняти об'єктиви, що продаються окремо, та виробляються виробником самого аксесуара, та підходять не лише для лінз а й для кольорових фільтрів. Вони також можуть продаватися в наборах, де кожен об'єктив має відмінні від попереднього характеристики. Найчастіше такі аксесуари від різних виробників не сумісні між собою, та можуть бути винятки.

##### Чохол з віконцем
Чохол віконцем — це чохол-книжка з отвором на обкладинці, яка прикриває диспей. Такі чохли дозволяють бачити звіт сповіщень, годинник та іншу невелику інформацію в обмеженому (компактному) вигляді, не відкриваючи при цьому обкладинку. Зазвичай отвір заповнений прозорою пластиковою вставкою. Чохли без такої вставки дозволяють взаємодіяти з пристроєм при закритій обкладинці, як-от керування плеєром відтворення музики або відповідь на телефонний виклик. Такі чохли можуть мати всередині об'єкти що сигналізують смартфону про під'єднання такого аксесуари, як от мітки NFC або магніти, що розпізнаються смартфоном.

##### Чохол з клавіатурою
Чохол з клавіатурою — це футляр з влаштованою або комбінованою фізичною клавіатурою. Окрім чудового набору тексту, такий аксесуар пропонує деякі переваги, яких немає в інших комбінованих футлярах з клавіатурою. Клавіші такої клавіатури можуть мати підсвічування, перемикання кольорів та рівні яскравості. Якщо це комбінований варіант, сам чохол можна відокремити від такої клавіатури. Якщо це чохол для планшетного комп'ютера, чохол може мати різні кути огляду, з якими не доведеться погоджуватися на фіксоване положення в кожній ситуації. Деякі чохли дають змогу з'єднати чохол з двома пристроями, такими як планшетний кобп'ютер і смартфон, перемикаючись між ними за потреби. Такий чохол також може мати спеціальні функціональні клавіші для підтримуваної операційної системи, які забезпечують швидкий доступ до часто використовуваних функцій, та тримач для стилуса, який дозволяє легко носити стилус із собою.

##### Чохол з акумулятором

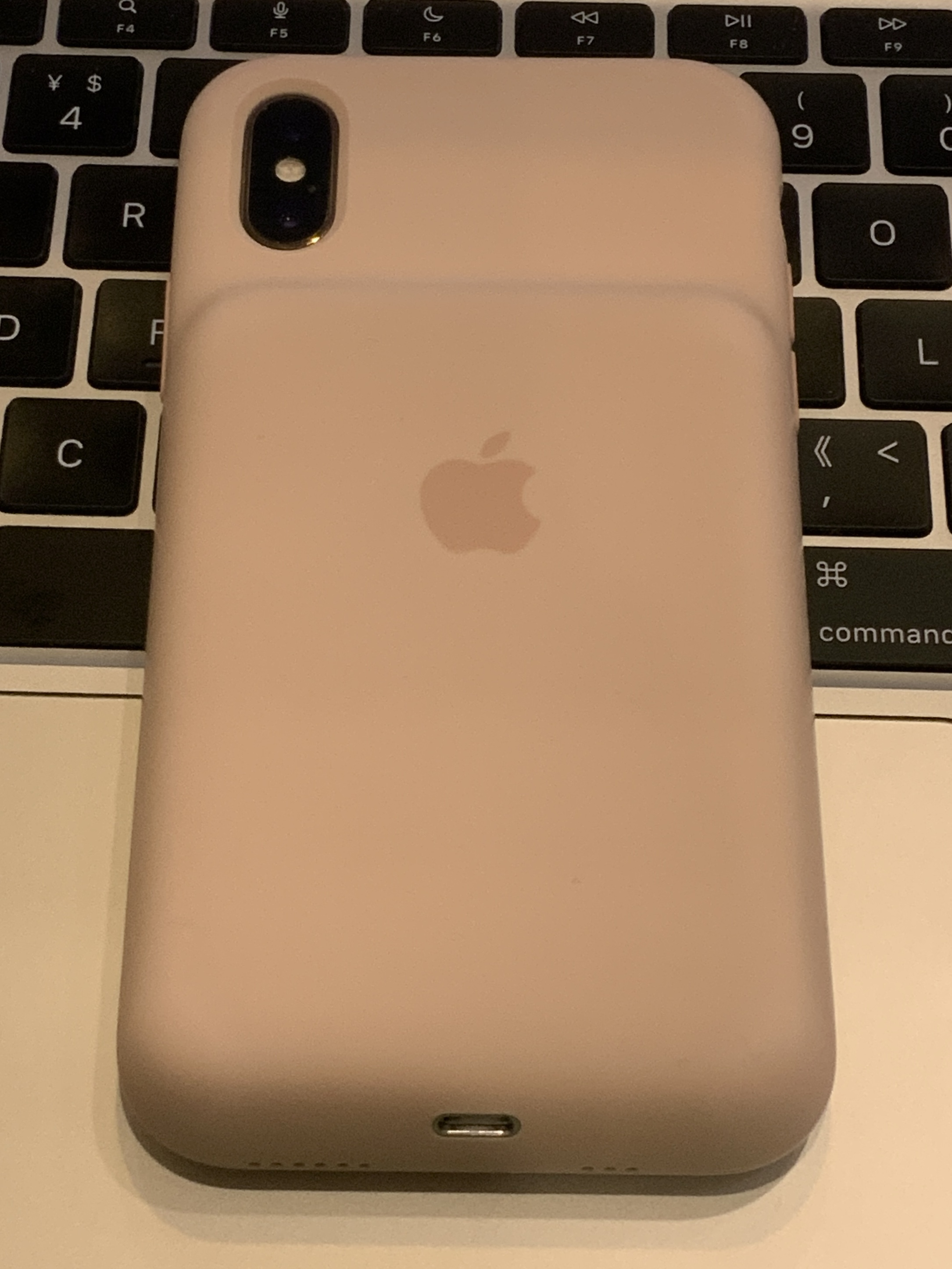
Чохол-акумулятор Smart Battery Case для iPhone Xs

Кохол-акумулятор — це футляр, за дизайном схожий на класичні чохли, але мають додатковий виступ на задній панелі, де розміщується акумулятор. Прикріплений до ‌смартфону чохол-акумулятор функціонує як зовнішній акумулятор, забезпечуючи додаткове живлення ‌пристрої‌. Якщо такий чохол не заряджає смартфон бездротово, роз'єм вля живлення пристрою, вбудований у чохол, під'єднується до порту смартфону‌, але доступ до інтерфейсу підключення залишається, завдяки додатковому порту у самому чохлі. Такий аксесуар може бути виготовлений у вигляді накладки, кишені або книжки з вбудованим акумулятором. Використання такого чохла крім захисту продовжує час автономної роботи смартфона, але також істотно збільшує його габарити і вагу. Фактичний час автономної роботи кожного такого аксесуара залежить від того, що ви робите на своєму смартфоні.
Такі аксесуари можуть не лише заряджати пристрій, а й містити додаткові функції. Чохол-акумулятор може мати спеціальну кнопку камери. За допомогою кнопки камери, яка розташована на грані пристрою під боковою кнопкою, натиснувши на яку, автоматично відкрити програму камери, незалежно від того, заблоковано чи розблоковано ‌смартфон‌. Це зручна фізична альтернатива використанню кнопки камери на екрані блокування або основної програми камери, коли ‌пристрій‌ розблоковано. Зазвичай — натисніть і утримуйте, щоб відкрити програму камери, а потім ще раз натиснути, щоб зробити фото. Якщо натиснути й утримувати, коли відкрита програма камери, можна записати відео. Переважно кнопка камери працює як із задньою, так і з передньою камерами, і є маленьким корисним доповненням, яке чудово підходить для швидкого доступу до камери.
Якщо обидва пристрої мають підтримку бездротового заряджання, переважно як футляр, так і ‌смартфон‌ можна заряджати за допомогою будь-якого аксесуара для бездротової зарядки. Перевірити заряд аксесуара можна за допомогою світлодіодів на його корпусі, якщо такі є, або у спеціалізованому програмному забезпеченні від виробника аксесуара, яке синхронізується з ним під час використання. Деякі виробники відображають час роботи батареї чохла на екрані блокування, коли ви ставите його на бездротовий зарядний пристрій, під'єднуєте до ‌смартфону‌ вперше або підключаєте кабель живлення.

### Аксесуари на клейкій основі

#### Захисні плівки

##### Захисні плівки для екрана
На відміну від чохлів, захисні плівки призначені виключно для захисту передньої панелі телефону. Вони являють собою прозорий шар скла або пластику, який накладається на екран телефону.

###### Захисне скло
Захисне скло — більш надійніша захисна плівка, виготовлена із твердого матеріалу, як-от загартоване скло, що може запобігти розбиттю скла екрану після невдалого падіння пристрою. Протектори із загартованого скла товсті й можуть захистити телефон від пошкодження після сильного падіння. Однак їхні великі профілі можуть зробити їх несумісними з деякими чохлами для телефонів. Також можуть бути проблемами реагування на сенсорний екран. Особливо це стосується пристроїв із датчиками відбитків пальців у дисплеї — вони, як правило, повністю перестають працювати, якщо на пристрої є загартоване скло.
Як і чохли, існує кілька варіантів захисних екранів. Наприклад, екрани конфіденційності зменшують кути огляду, щоб інші не бачили ваш пристрій. Є також матові захисні плівки, які зменшують відблиски від прямих сонячних променів.

###### Захисна плівка
Пластикова захисна плівка — це ненав'язлива прозора плівка, яка просто запобігає подряпинам. Зазвичай вони не захищають скляний екран від тріщин.

##### Захисні плівки для корпусу

###### Клейка плівка

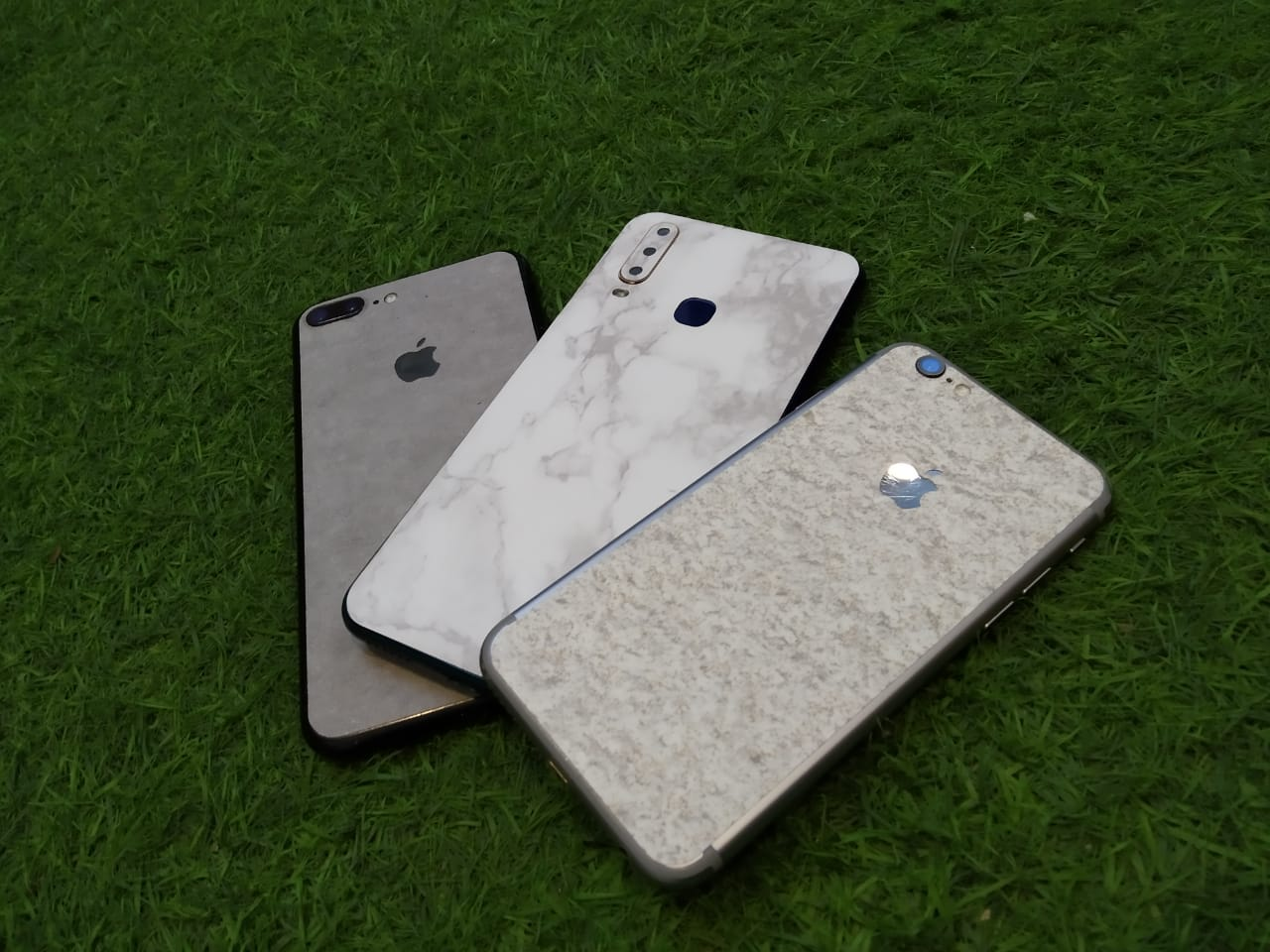
Декоративні плівки що наклеєні на задні спинки смартфонів

Клейкі плівки — це тонкі декоративні плівки, також відомі як наклейки, що доступні в різних дизайнах, якими обклеюють корпус пристрою та змінюють зовнішній вигляд мобільного пристрою. У таких плівок передбачені вирізи під спалах та камера і всі інші функціональні елементи пристрою, як кнопки та отвори на корпусі пристрою. Вони не забезпечують особливого захисту, але запобігають подряпинам на поверхні пристрою.

## Розваги

### Стилус
Стилус забезпечує більш точне і контрольоване введення, аніж це дозволяє кінчик пальця. Завдяки такому девайсу на дисплеї смартфону або планшетного комп'ютеру можна малювати як на графічному планшеті, при цьому дивлячись на результат роботи під кінчиком пера, швидко вводити текст та створювати рукописні нотатки.

### Геймпад

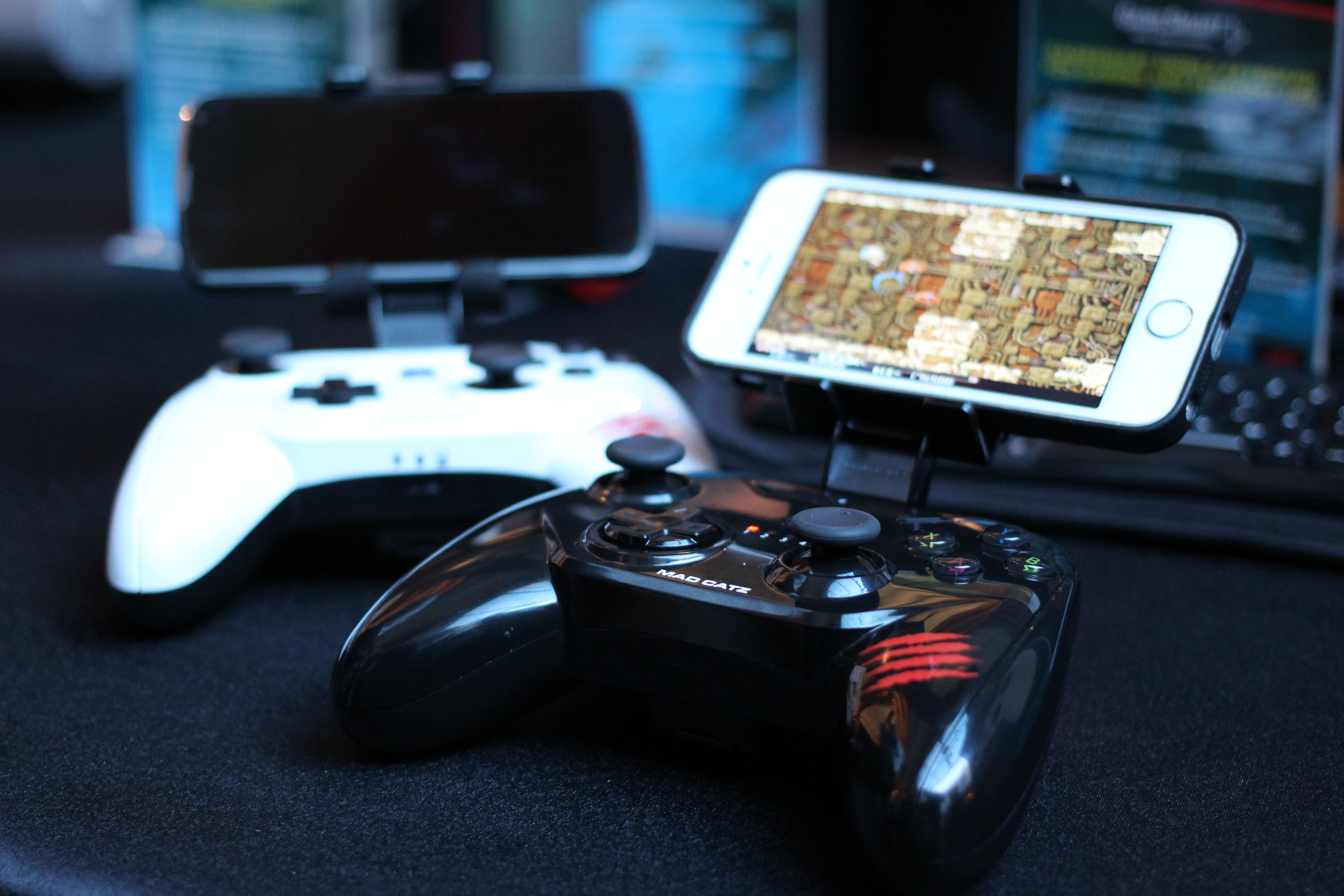
Геймпади для смартфонів

Цей тип ігрового контролера, який тримають у двох руках, де пальці (особливо великі) використовуються для введення даних, не обов'язково має бути під'єднаним до ігрових консолей. Він може буді з'єднаним зі смартфоном або планшетним комп'ютером крізь порт живлення або бездротово для мобільного геймінгу. Все більше виробників додають підтримку геймпадів для свої пристроїв, оскільки це комерційно вигідно, оскільки з'являється багато нових платформ віддаленого геймінгу.

### Навушники
Навушники також частково відносяться до аксесуарів для смартфонів та планшетних комп'ютерів. Вони бувають як бездротові, що під'єднуються до пристрою за допомогою радіохвиль, так і з підключенням безпосередньо дротом у роз'єм пристрою. Навушники можуть йти в комплекті з пристроєм, або їх потрібно придбати додатково. Не всі навушники мають сумісність з будякими пристроями. Вони можуть мати особливі пропрієтарні роз'єми, тож перед придбанням потрібно завчасно потурбуватися про це. Завдяки навушникам будь-хто має змогу відтворювати аудіо в громадських місцях не заважаючи іншим.

### Портативна акустика
Як і навушники, портативні динаміки можуть з'єднуватися із пристроєм бездротово, під'єднуючись за допомогою сертифікованих протоколів зв'язку, так і з підключенням безпосередньо дротом, з роз'єму динаміку у роз'єм мобільно пристрою. Така акустика переважно має влаштований акумулятор, і не потребує безперебійного мережевого живлення. Також вона може мати вихідний роз'єм для підзарядки пристрою. Така акустика є переважно вологозахищеною та має змогу об'єднуватися в пари для створення стереоефекту. Іноді на корпусі портативних динаміків можуть бути отвори для кріплення різноманітних мотузків для зручного використання.

### Звуковий підсилювач

#### Цифро-аналоговий перетворювач
Портативний цифро-аналоговий перетворювач — це окремий пристрій, портативний ЦАП/підсилювач, який стає передавачем звуку між смартфоном, і парою дротових навушників (або колонок), що значно покращує якість звуку, робляди його чіткішим і природнішим.
Кожен смартфон має вбудований підсилювач і цифро-аналоговий перетворювач (ЦАП). Підсилювач налаштовує аудіосигнал до такого рівня, щоб його могли відтворювати навушники (або динаміки смартфона). А ЦАП потрібен, щоб перетворювати цифрові файли з вашого потокового музичного сервісу, як-от Spotify або Apple Music, Tidal або Deezer, в аналоговий файл, який може справді запускати підсилювач. Вбудований у смартфон підсилювач і ЦАП могли б бути набагато кращими. Обидва компоненти обмежені невеликими продуктивними здібностями смартфона та тим фактом, що більшість виробників не хочуть витрачати зайві кошти на якісніші аудіокомпоненти, які не всі хочуть або потребують. Варто зазначити що такий девайс слід купувати якщо вже є гарна пара якісних дротових навушників і ви хочете слухати високоякісне аудіо в дорозі.

### Трансляція
Технологія дзеркального відображення екрана дозволяє надсилати медіафайли, які відтворюються на вашому меншому пристрої Android, Windows або Apple, на більший, наприклад телевізор чи медіа-проектор. Це дає змогу відобразити особисті фотографії, музику, відео, ігри тощо, зокрема вміст з Інтернету чи програми, як-от Netflix або YouTube на великому диспеї.
Бездротове підключення — це трансляція мультимедіа бездротовим способом, за умови що обидва пристрої пари підтримують конкретний протокол, який використовується для бездротового віддзеркалення одного екрана на інший. Для такого з'єднання потрібна не лише підтримка протоколів зв'язку, а й стабільне Інтернет-з'єднання. Телевізори попередніх років зазвичай не мали відповідного програмного забезпечення для прийому сигналу трансляції, тож різні компанії[що?].
Дротове підключення – це простий і надійний спосіб підключити мобільний пристрій до входу HDMI або VGA на телевізорі. Зазвичай використовуються кабелі або адаптер з роз'ємами Mini HDMI або Micro HDMI до HDMI, USB до HDMI, USB до VGA. Вибір кабелю залежить від вашого пристрою. Кабелі Mini або Micro HDMI, швидше за все, будуть сумісні зі старими пристроями Android, тоді як різноманітні кабелі з роз'ємом USB на одному боці, швидше за все, підтримуватимуть нові пристрої. Підключивши менший кінець до свого пристрою, а повнорозмірний кінець — до телевізора, з'являється можливість ділитися екраном без підключення до Інтернету чи буферизації через поганий сигнал. Майте на увазі, що ви будете обмежені довжиною кабелю, і вам потрібно буде підтримувати з'єднання, щоб безперебійно екранувати відеоповтор з екрану смартфону чи іншого пристрою. Варто зауважити що при будь-якому способі трансляції буде присутня певна затримка зображення.

## Периферія

### Живлення та синхронізація

#### Кабелі живлення та синхронізації
Такий кабель використовується для синхронізації даних, що містяться на двох пристроях. Зазвичай одним із пристроїв є ноутбук або настільний комп'ютер, а іншим є якийсь невеликий мобільний пристрій, наприклад MP3-плеєр, мобільний телефон, планшетний комп'ютер або персональний цифровий помічник. На комп'ютері легше зберігати та систематизувати великі обсяги інформації, ніж на невеликому мобільному пристрої. Таким чином, зазвичай необхідно синхронізувати збережену та впорядковану інформацію за допомогою кабелю. Часто це єдиний спосіб введення інформації для портативних пристроїв. Такі кабелі дозволяють заряджати пристрій і передавати дані між різними пристроями, а не лише заряджати. Також відомий як "кабель для зарядки/передачі даних".

#### Мережеві зарядні пристрої
Зарядні пристрої для смартфонів пройшли різноманітну еволюцію, включаючи підставки, штекери та неясні роз'єми. Однак наймасовіші пристрої зазвичай використовують Micro-USB. (Пристрої Apple все ще використовують запатентовані конектори Lightning, хоча у нових продуктах зустрічається USB Tupe-C)

#### Зовнішні акумулятори
Портативний акумулятор дозволяє своєчасно забезпечити харчуванням електронні пристрої в далекій дорозі і в інших ситуаціях, коли підключитися до зовнішніх джерел електроенергії з тих чи інших причин неможливо.
Чим більше чисельне значення цього параметра, тим більше електроенергії здатний зберігати акумулятор, а отже, тим довше можна буде експлуатувати наявні з собою пристрої.

#### Заряджання від автомобілю
Зарядні пристрої для автомобілів призначені для короткого або тривалого заряджання пристроїв у транспортному засобі. Шляхом перетворення струму з автомобільної розетки в низьку напругу, вони дають змогу заряджати літій-іонні електричнні акумулятори.

#### Бездротове заряджання
Бездротова зарядка являє собою індукційну панель, яка транслює енергію гаджету, який на ній лежить. Сам же пристрій живиться від електромережі. Існують також моделі, що працюють, як портативний акумулятор — інтегрований акумулятор дозволяє використовувати девайс без прив'язки до джерела електроенергії. Така якість виручить в автомобілі, на природі, екстреної ситуації. Єдине, що потрібно від власника — своєчасно заряджати накопичувач.
Офіційною датою появи пристрою вважається 2009 рік. Відправною точкою стало заснування Консорціуму бездротової електромагнітної енергії. До цього компанії експериментували з модифікаціями і пропонували зарядникі, розраховані на конкретні моделі телефонів.

#### Адаптери
Цей фізичний пристрій дозволяє адаптувати одне апаратне забезпечення або електронний інтерфейс (без втрати функції) до іншого апаратного чи електронного інтерфейсу. Такі аксесуари дозоляють з'єднуваати несумісні пристрої переважно крізь порт живлення, для передачі різноманітної інформації. Завдяки адаптерам до смартфону або платшетного комп'ютера можна не дише під'єднувати USB-флеш-накопичувачі, він також слугує як додаткова ланка для відеоповтору тощо.

### Збільшення простору

#### SD-картки

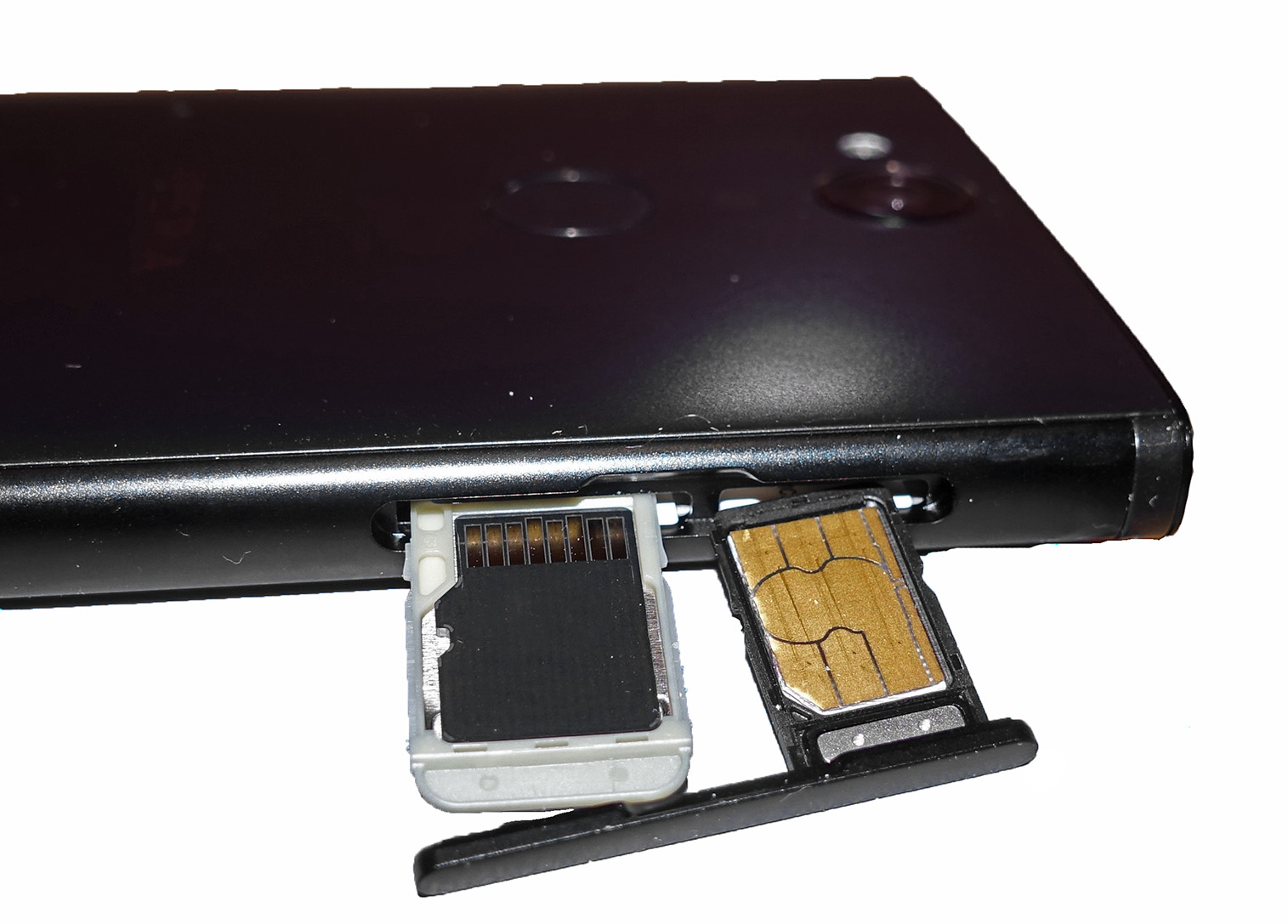
Вийнятий з Sony Xperia XA2 лоток SIM-картки та MicroSD

Деякі смартфони мають слоти для карт SD (зазвичай менший варіант Micro-SD). Вони в поєднанні з сумісною SD-картою можуть використовуватися для передачі файлів з одного пристрою на інший або просто для збільшення ємності телефону.
SD-карти з Wi-Fi — це пристрої зв’язку Wi-Fi на спеціальній SD-карті, вставленій у гніздо для SD-карти. Вони можуть переміщати картинки на локальний комп’ютер або в Інтернет — тобто здійснювати обмін фотографіями.
Крім того, багато пристроїв мають USB On-The-Go і підтримують USB-накопичувач, в більшості випадків використовуючи або спеціальну флешку USB micro-B, або адаптер для стандартного порту USB A/C. Такі адаптери також можна використовувати з різними іншими USB-пристроями, такими як апаратні миші та клавіатури.

#### Флеш-накопичувачі

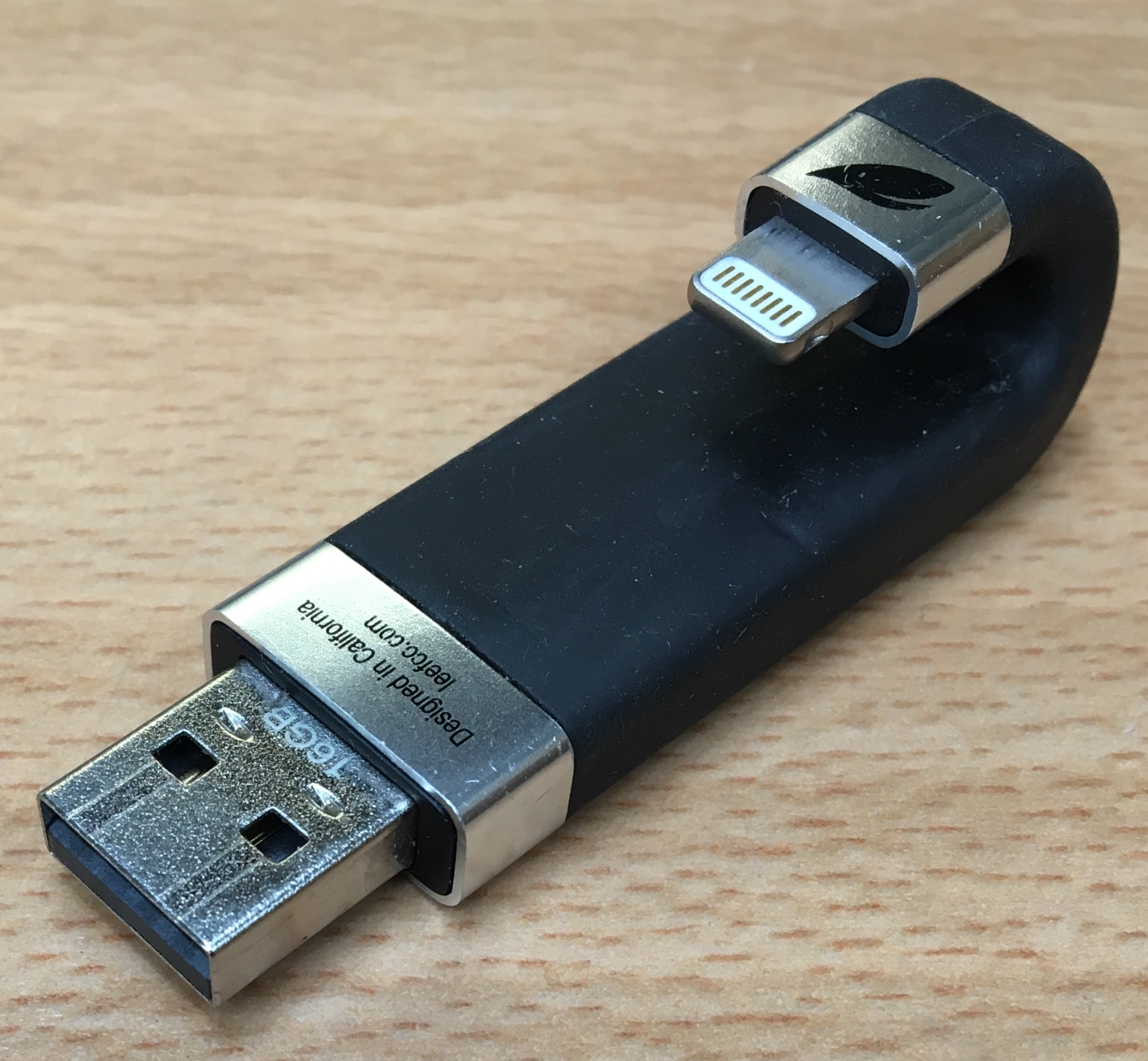
Портативний USB флеш-накопичувач для мобільних пристроїв Apple

Флеш-накопичувач для мобільних пристроїв пропонує простий спосіб звільнити місце на пристрої, переважно автоматично створює резервну копію фотоплівки та навіть дозволяє переглядати відео в популярному форматі прямо з диска. Накопичувач має роз'єм, який підходить до більшості смартфонів, так і роз'єм USB 3.0 для підключення до комп'ютера Mac або ПК, для легкого переміщення файлів з накопичувача. Такі флеш-накопичувачі також містять програмне забезпечення для шифрування, яке дозволяє захищати файли паролем, тож можна ділитися своїм вмістом, зберігаючи конфіденційні файли на своїх пристроях. Зазвичай для використання на мобільний пристрій з магазиню застосунків потрібно попередньо завантажити програмне забезпечення виробника накопичувача, щоб мати змогу взаємодіяти з файлами всередині. Фотографії та відео після зйомки можна одразу зберігати безпосередньо на накопичувач, оминаючи пам'ять пристрою. Такі накопичувачі також можуть мати на корпусі зручний отвір для брелока.

#### Зчитувачі

##### Зчитувачі платіжних карток
Мобільний пристрій для зчитування платіжних карток — це невеликий апаратний пристрій, який підключається до планшетного комп'ютера або смартфона для прийому платежів з дебетових або кредитних карток, по суті перетворюючи пристрій на мобільну точку продажу (mPOS).
Мобільні пристрої для зчитування карток пропонують різні функції, дозволяючи здійснювати транзакції одним або декількома методами, включаючи проведення карток, чип-картки та безконтактні платежі. Пов'язаний мобільний застосунок зазвичай надає загальні функції точки продажу (POS), такі як квитанції, виставлення рахунків, обчислення податку з продажу тощо. Як правило, пристрої є безкоштовними або недорогими, а з користувачів стягується невелика комісія за транзакцію. Більшість із них сумісні з пристроями на базі iOS та Android. Приклади пристроїв для зчитування мобільних карток включають Square Reader, EMS+ і PayPal Here. Мобільні пристрої для зчитування карток і пов'язані з ними технології є одним із елементів, що сприяють зростанню виробників, тенденції до дрібномасштабного та широкого виробництва. Легкість і доступність цих пристроїв для обробки карток допомагає зробити дрібносерійне виробництво можливим.

## Фото та відеовиробнтцтво

### Розумні лінзи
Розумні лінзи є більшими та спроможнішими за камеру телефону, мають оптичне збільшення та інші функції. Смартфон підключається до них через Wi-Fi за допомогою програми. Вони сумісні з більшістю смартфонів. Розумний спалах також можна використовувати для селфі. Професійні мікрофони дозволяють вести запиш аудіо без відтрових перешкод, позбуваючись великої кількості шуму завдяки вітрозахисним накладкам з хутра або різновидів пінополіуретану.

### Мобільні лінзи
Це аксесуар, який дозволяє змінювати фокусну відстань класичного об'єктива телефону. Іншими словами: це дозволяє фотографувати об'єкти ближче або далі, ніж зазвичай можна робити за допомогою телефону. Об'єктиви для мобільних телефонів спочатку були розроблені для макрозйомки, враховуючи низьку якість зображення, яке стає дуже піксельним під час збільшення за допомогою смартфона. Але телеоб'єктиви та інші типи об'єктивів також заполонили ринок мобільних пристроїв. Представляють з себе лінзи, що зазвичай у формі прищіпки, яка кріпиться на пристрій впритул до об'єктива пристрою.

### Мікрофон

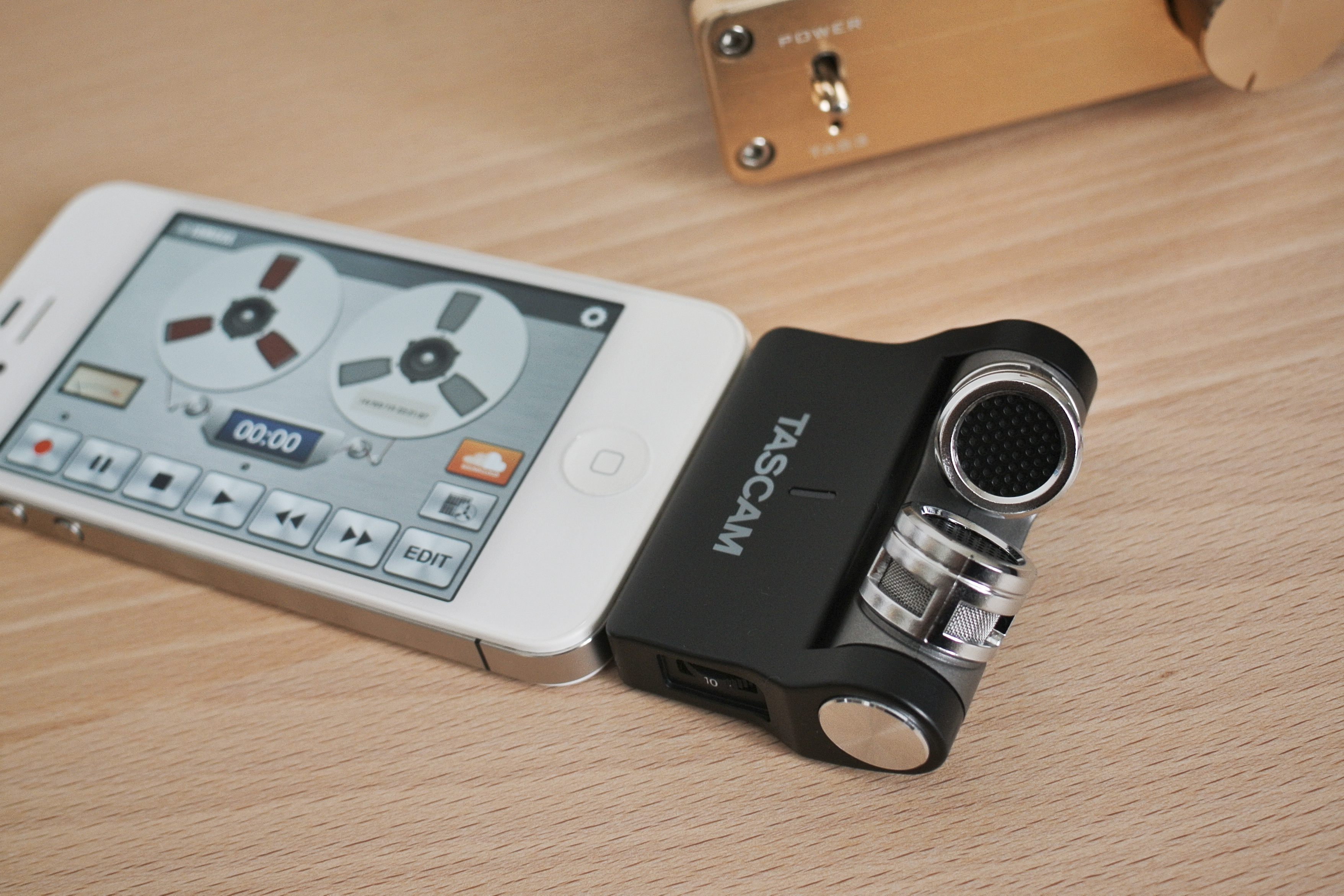
Широкочастотний професійний мікрофон що підєднано до iPhone 4s

Додатковий мікрофон допомагає створювати аудіозаписи, записувати закадровий голос для відео чи шкільного проекту, створювати музику. Додаткові мікрофони для смартфонів допоможуть вам звучати набагато краще, ніж вбудовані в мобільний пристрій. Вибираючи правильний мікрофон для смартфона, слід враховувати багато факторів: розмір, роз'єм, тип. Очевидна перевага накладного мікрофона — розмір. Завдяки своєму невеликому профілю вони ідеально підходять для кріплення на камеру з гнучкістю пересування, зберігаючи незмінну якість звуку. Такі девайси корисні для твортів та інфлюенсерів відеоплатформ, як-от TikTok або YouTube.

#### Типи мікрофонів

##### Петличний мікрофон

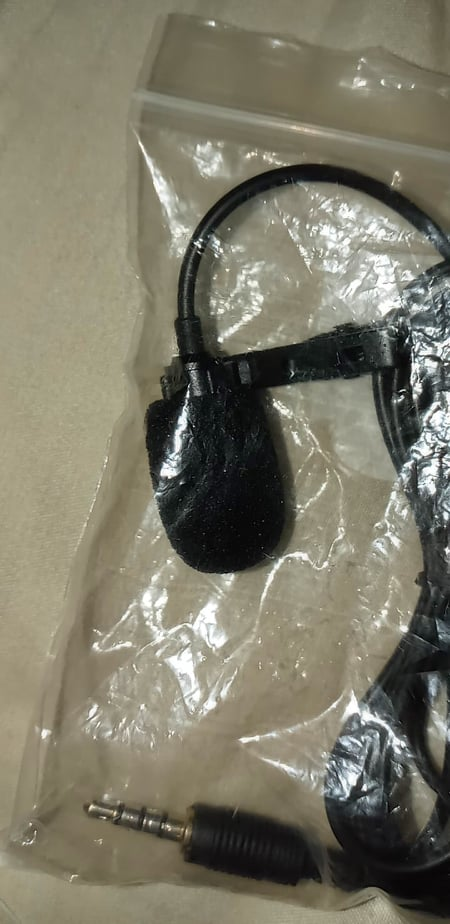
Петличний мікрофон з телефонним аудіо-штекером

Петличні мікрофони підходять лише для запису особи, до якої вони прив'язані. Якщо у вас розмовляють двоє людей і лише один із них носить мікрофон, ви отримаєте якісний звук лише для однієї половини розмови, тому для запису кількох осіб вам знадобиться мікрофон для кожного гостя та спосіб запису їх на в той самий час, тому витрати можуть швидко зрости. На щастя, петличні мікрофони стали дуже конкурентним ринком з хорошими, життєздатними варіантами. Влогерам і відеожурналістам потрібен мікрофон смартфона, який чути, а не бачити. Цей мікрофон для смартфона оснащений невеликим екраном від вітру, щоб вітер не заважав вашому запису, коли ви знаходитесь на вулиці, і зменшує деяке шипіння. Петличні мікрофони чудово підходять для запису аудіо, коли ви перед камерою, але вони погано підходять для чогось іншого.

##### Конденсаторні
Конденсаторний мікрофон — це традиційний динамічний мікрофон, який в основному використовується для запису вокалу музиканта. Він більший за інші варіанти, але має роз'єми XLR  і USB внизу. Його можна під'єднати до смартфона або підсилювача, мікшера та аудіоінтерфейсу високого класу. Ця гнучкість дозволяє використовувати один мікрофон для кількох різних задач, заощаджуючи простір. Зазвичай такі мікрофон постачаються з аксесуарами, корисними для мобільного запису. У комплекті може бути має затискач, яким можна прикріпити його до мікрофонної стійки або міні-штатива, щоб використовувати його на столі. Він може бути більшим, ніж інші мікрофони для смартфонів, але його універсальність робить його чудовим вибором для музикантів або авторів подкастерів, яким потрібен простий спосіб робити демонстрації або повноцінні записи на своєму телефоні з дому та в дорозі.

#### Типи підключення мікрофонів

##### Дротові мікрофони
Дротовий мікрофон приєднаний до аудіокабелю, який закінчується роз'ємом, призначеним для під'єднання до гнізда пристрою. Після під'єднання мікрофон можна розмістити під сорочкою та закріпити його на сорочці обличчям до рота. Аудиторія не зможе побачити кабель, а мікрофон легко сховати, якщо одяг темніший. мають дріт, на кінці якого може бути штекер для різноманітних роз'ємів, як-от телефонний аудіо-роз'єм, USB-C або Lightning, що безпосередньо має бути під'єднаний до записуючого пристрою під час запису.

##### Бездротові мікрофони
Бездротові мікрофони зазвичай працюють за допомогою двох бездротових передавачів, в один з яких під'єднується кабель мікрофону, а в інший кабель що під'єднується до мобільного пристрою.

### Стабілізатор
Стабілізатор — поворотний підвісний пристрій, який механічно стабілізує камеру — може замінити дорогий штатив, щоб зробити кінематографічні відеоефекти доступними для будь-кого. В першу чергу стабілізатори згладжують тремтіння рук або нерівну ходу, якщо зйомка відбувається під час ходьби. Вони також можуть зробити панорами плавними та однорідними або автоматизувати сповільнену зйомку та інші складні кадри. Крім того, вони можуть служити як палиці для селфі, які дозволяють тримати телефон подалі від обличчя для кращого кадрування.

### Паличка для селфі
Палиця для селфі — невеликий шарнірний ручний висувний монопод, призначений для фотографів, які користуються мобільними телефонами — за всіма твердженнями, популярний як ніколи, що використовуються для переміщення пристроїв далі, ніж це було б можливо при розкриванні людської руки, що дозволяє камері робити знімки, з відстані, під кутами, які раніше не були б можливими.

## Використання

### Утримування

#### Різновиди аксесуарів для утримування

##### Док-станції

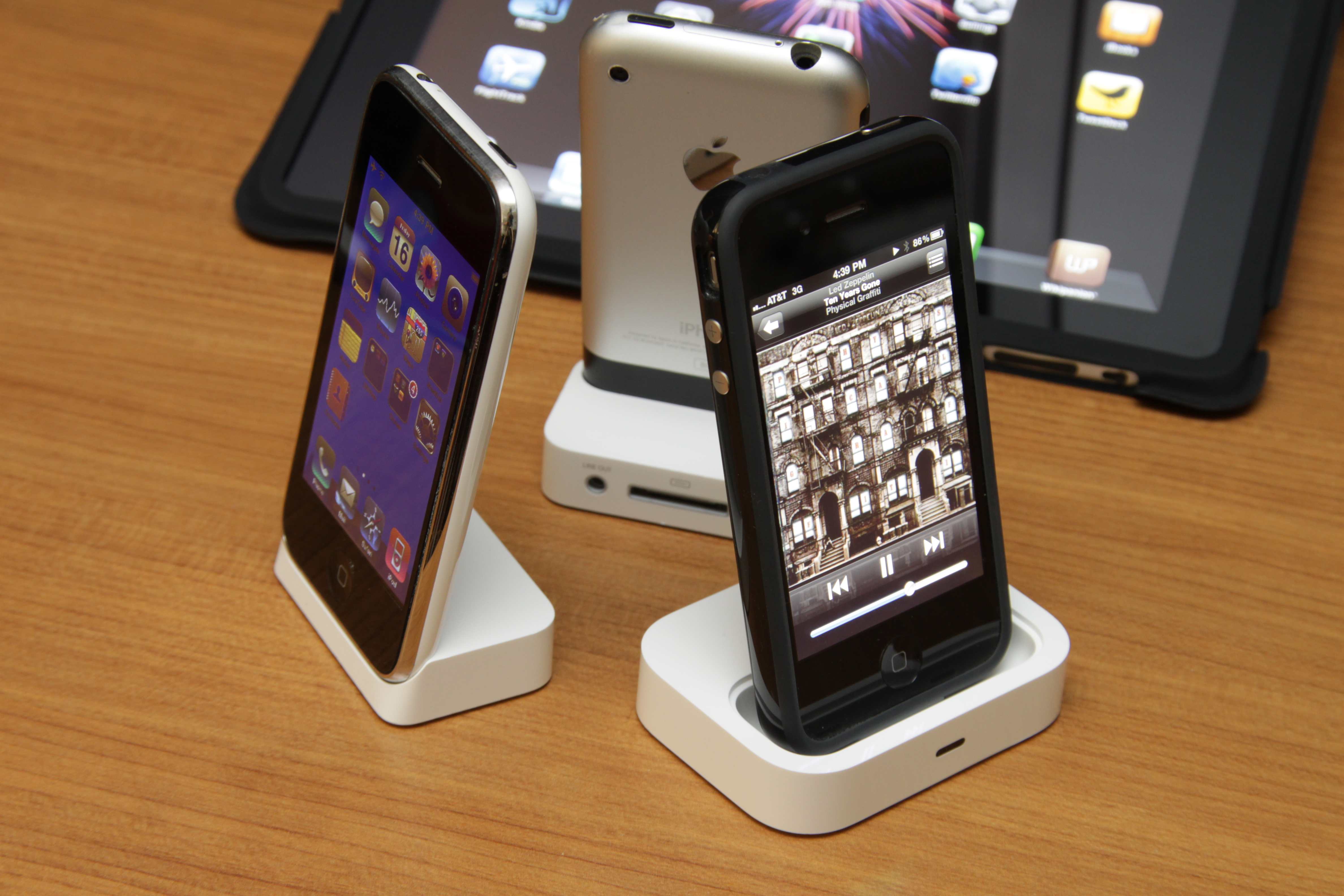
Підставки для серії iPhone з влаштованим 30-контактним штекером
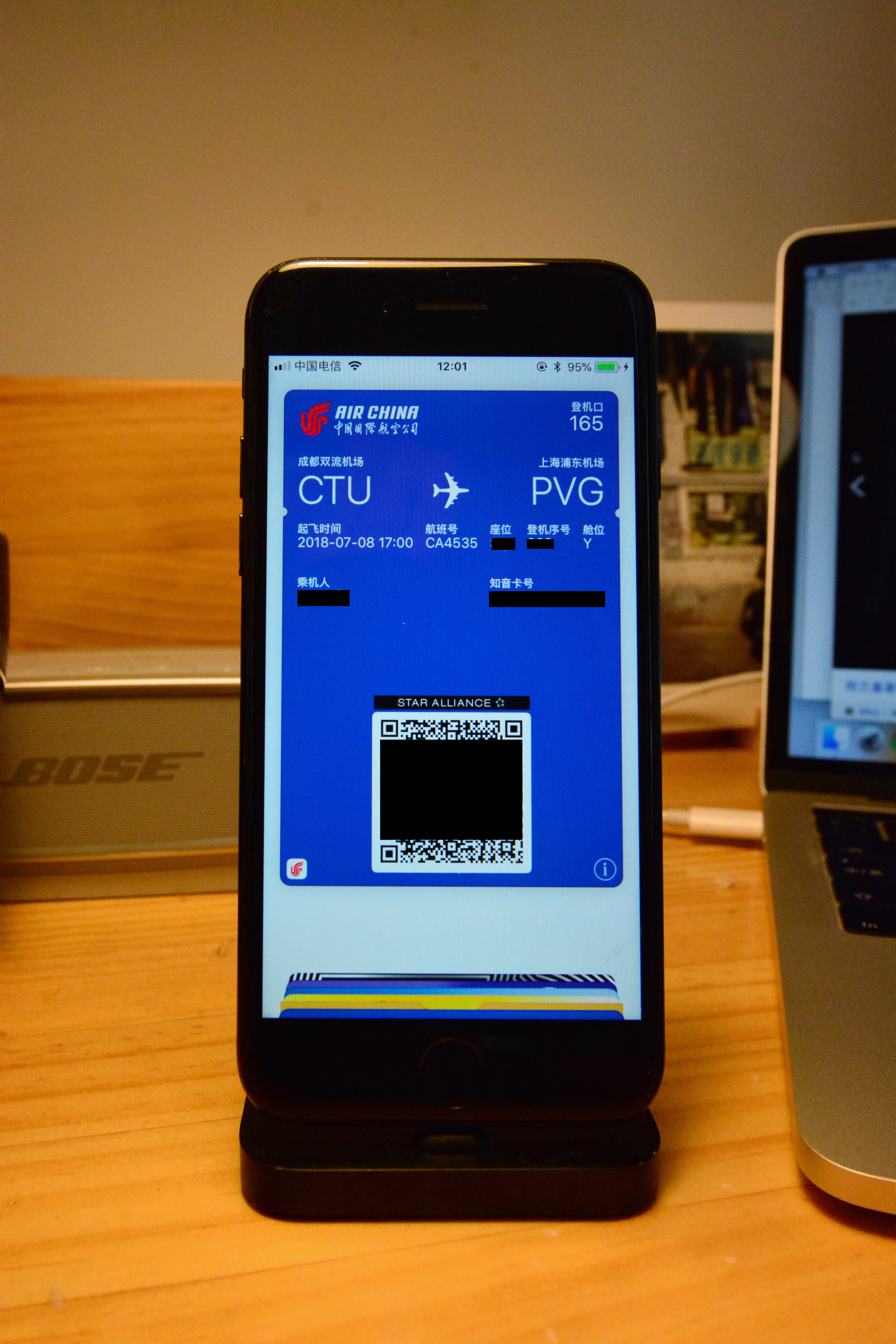
iPhone 7 на підставці з влаштованим штекером Lightning
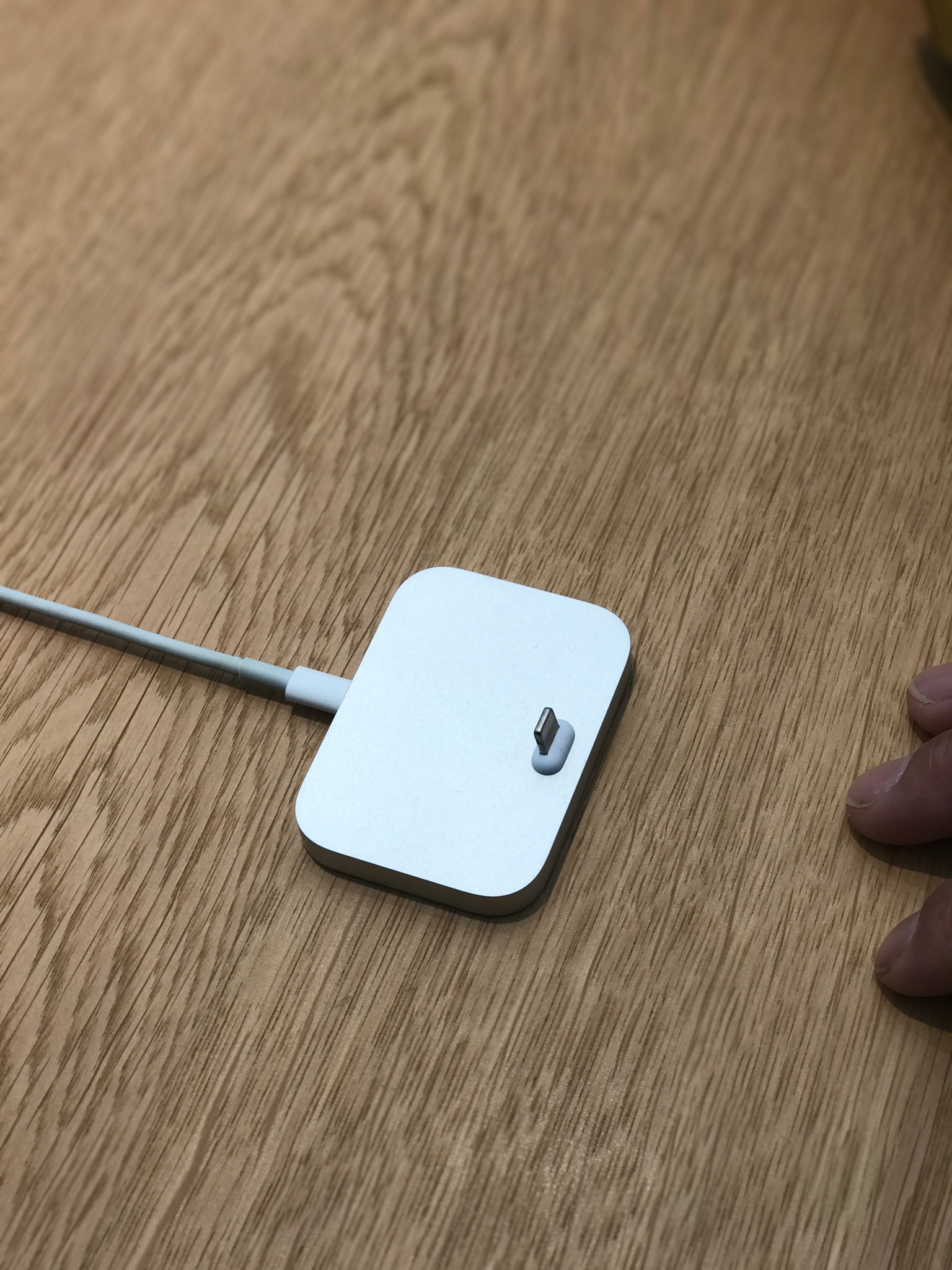
Підставка з влаштованим штекером Lightning в магазині виробника
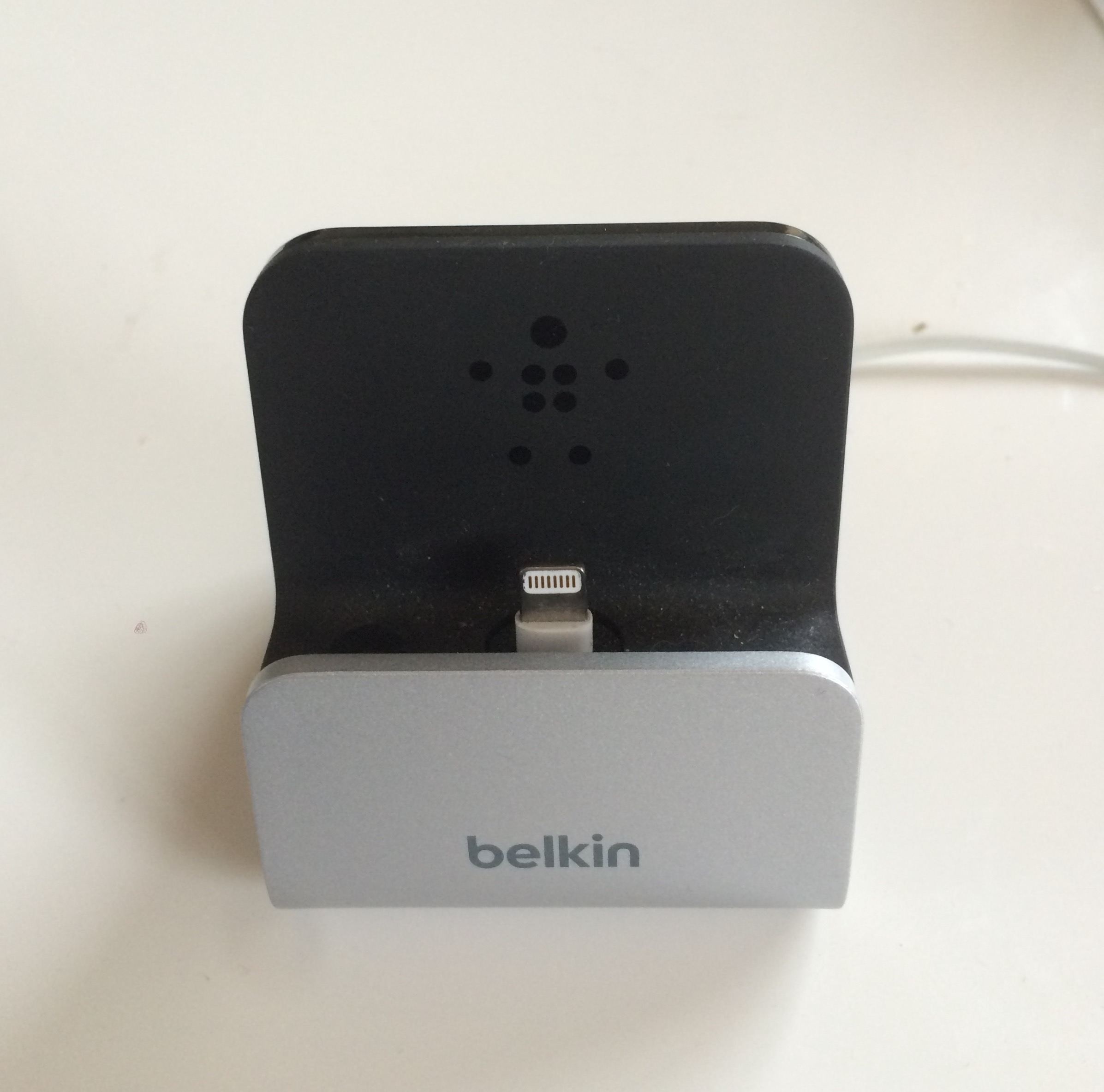
Підставка з влаштованим штекером Lightning

##### Штативи

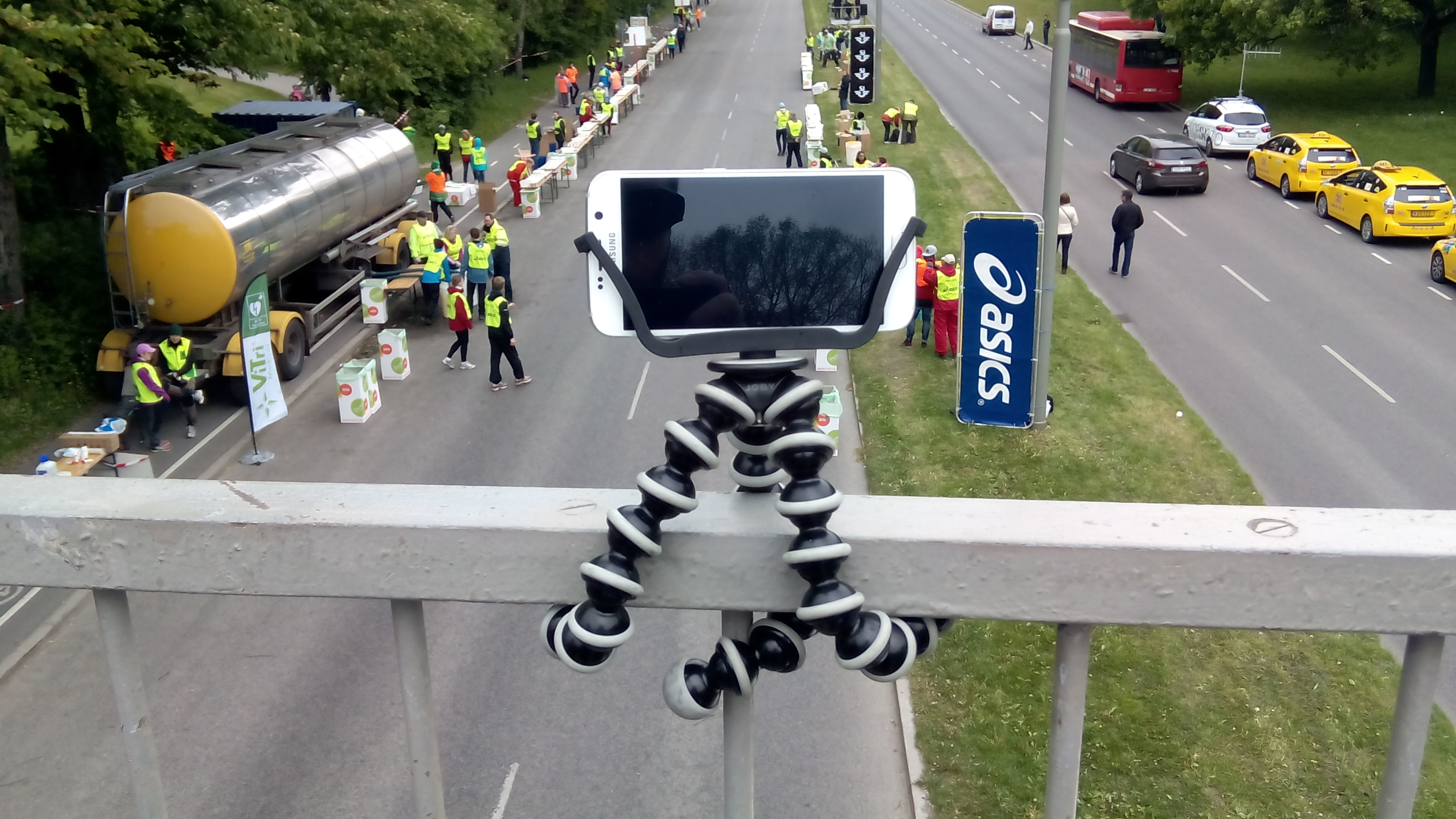
Штатив з гнучкою триногою із закріпленим смартфоном
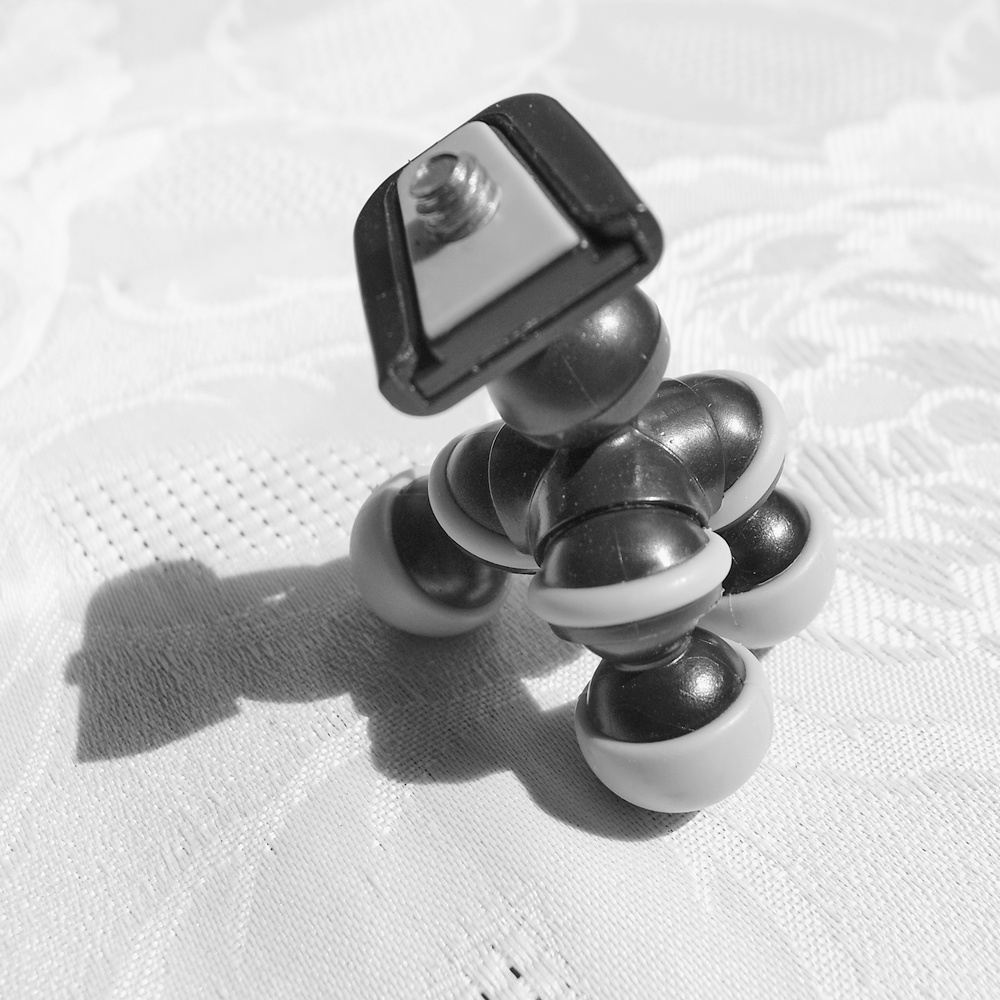
Штатив з мініатюрною гнучкою триногою без кріплення для смартфону
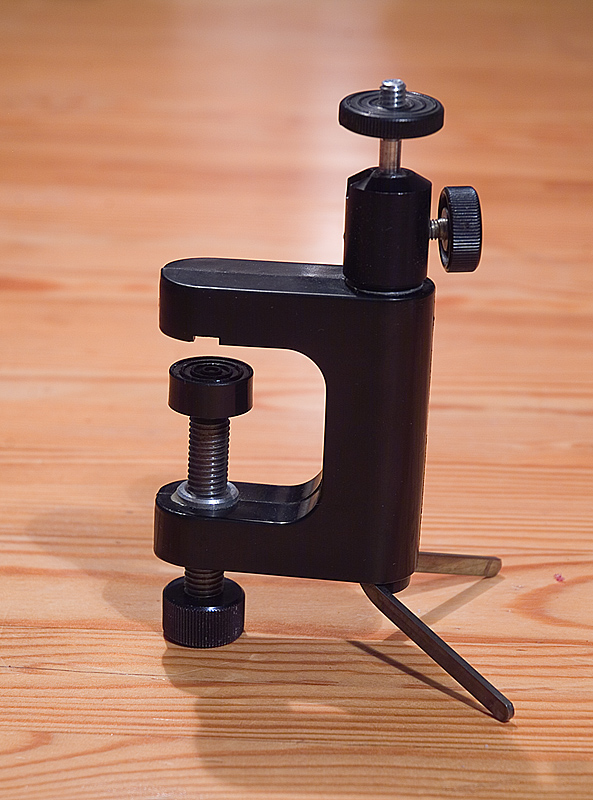
Штатив з вентелем на різьбі для закріплення до пласких поверхонь
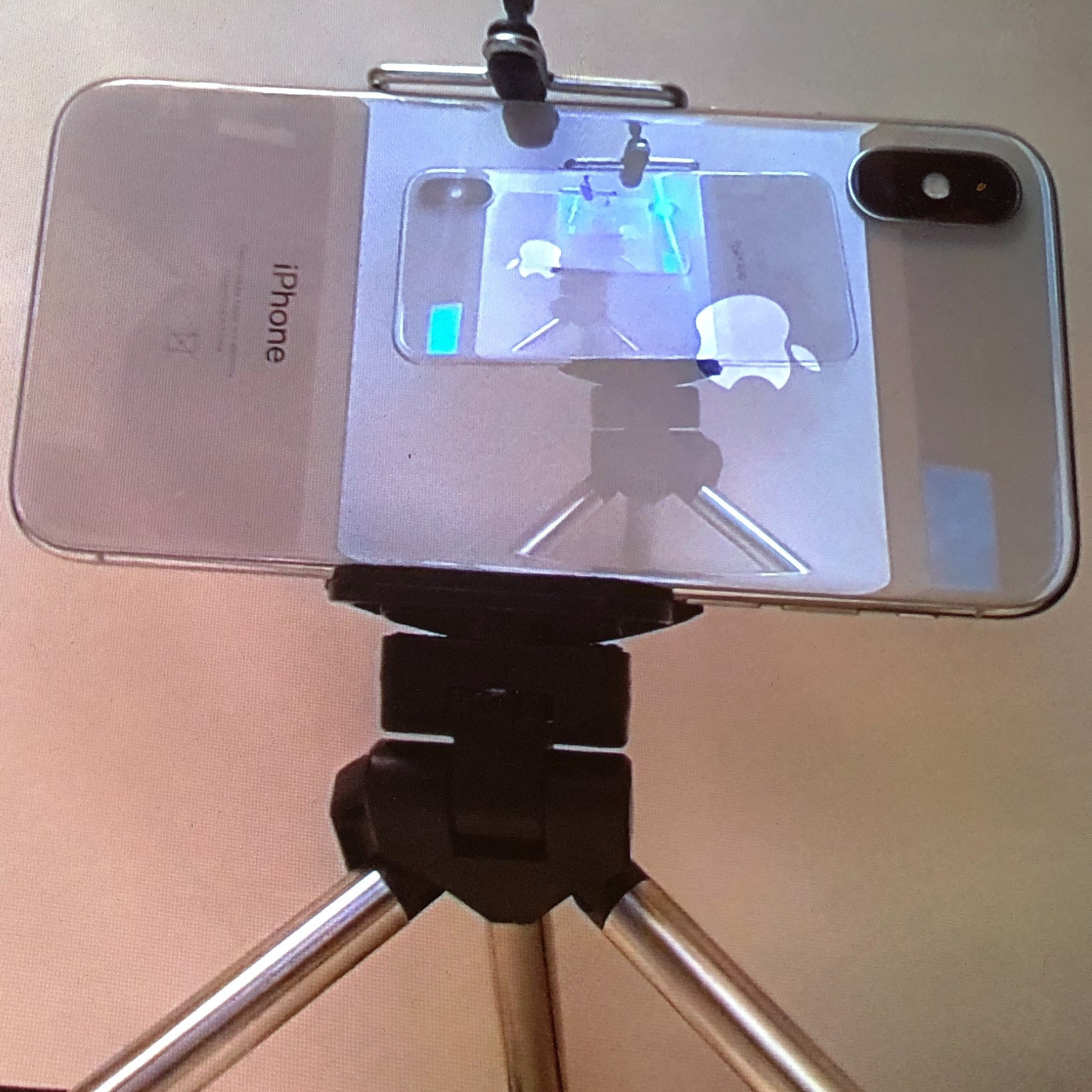
iPhone X закріплений у кріплення штатива-триноги

##### Інші кріплення

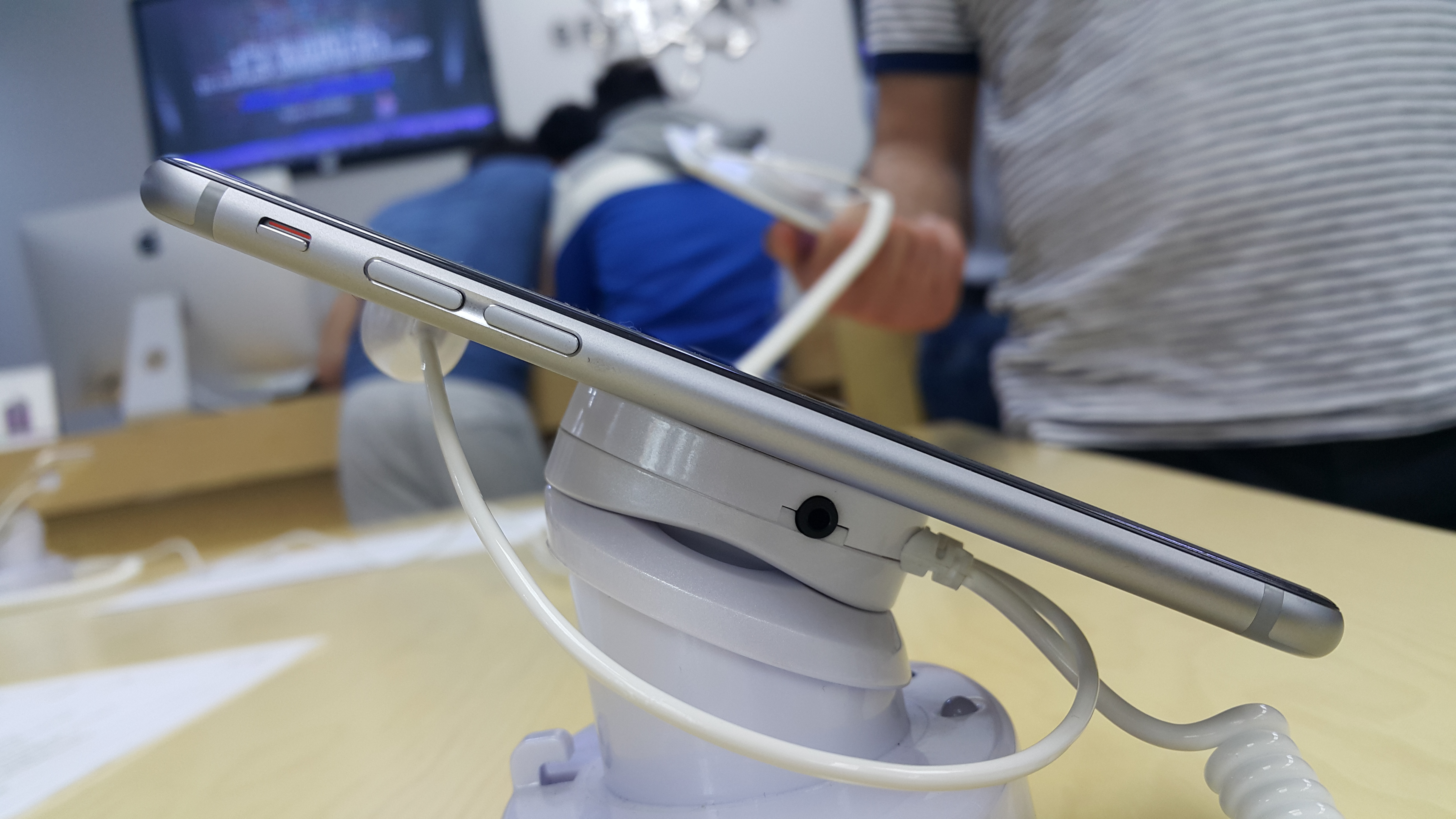
iPhone 6 що закріплений у демонстраційну підставку в магазині електроніки
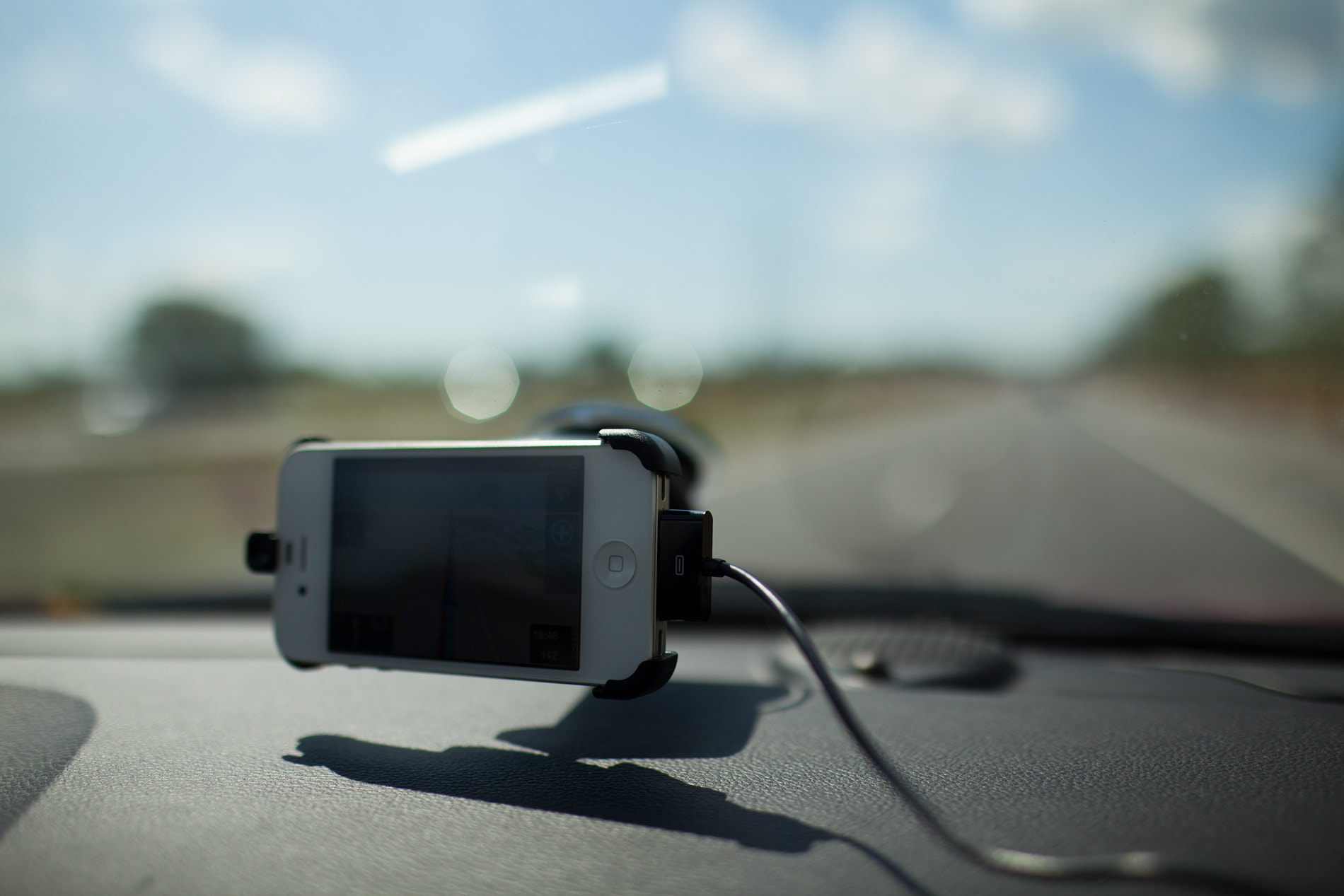
Автомобільний тримач на присосці прикріплений до вітрового скла
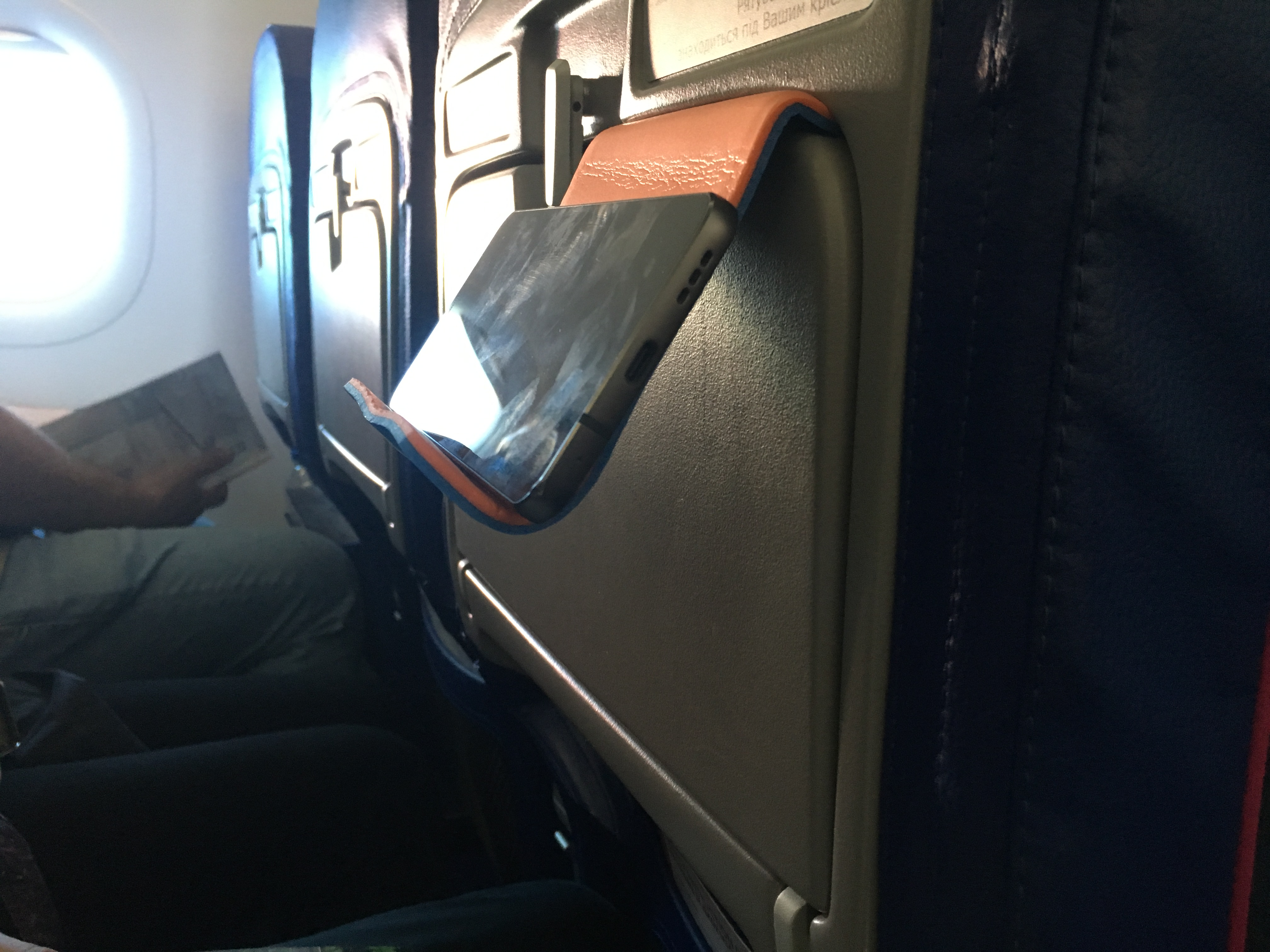
Тримач смартфону для використання в салоні літака
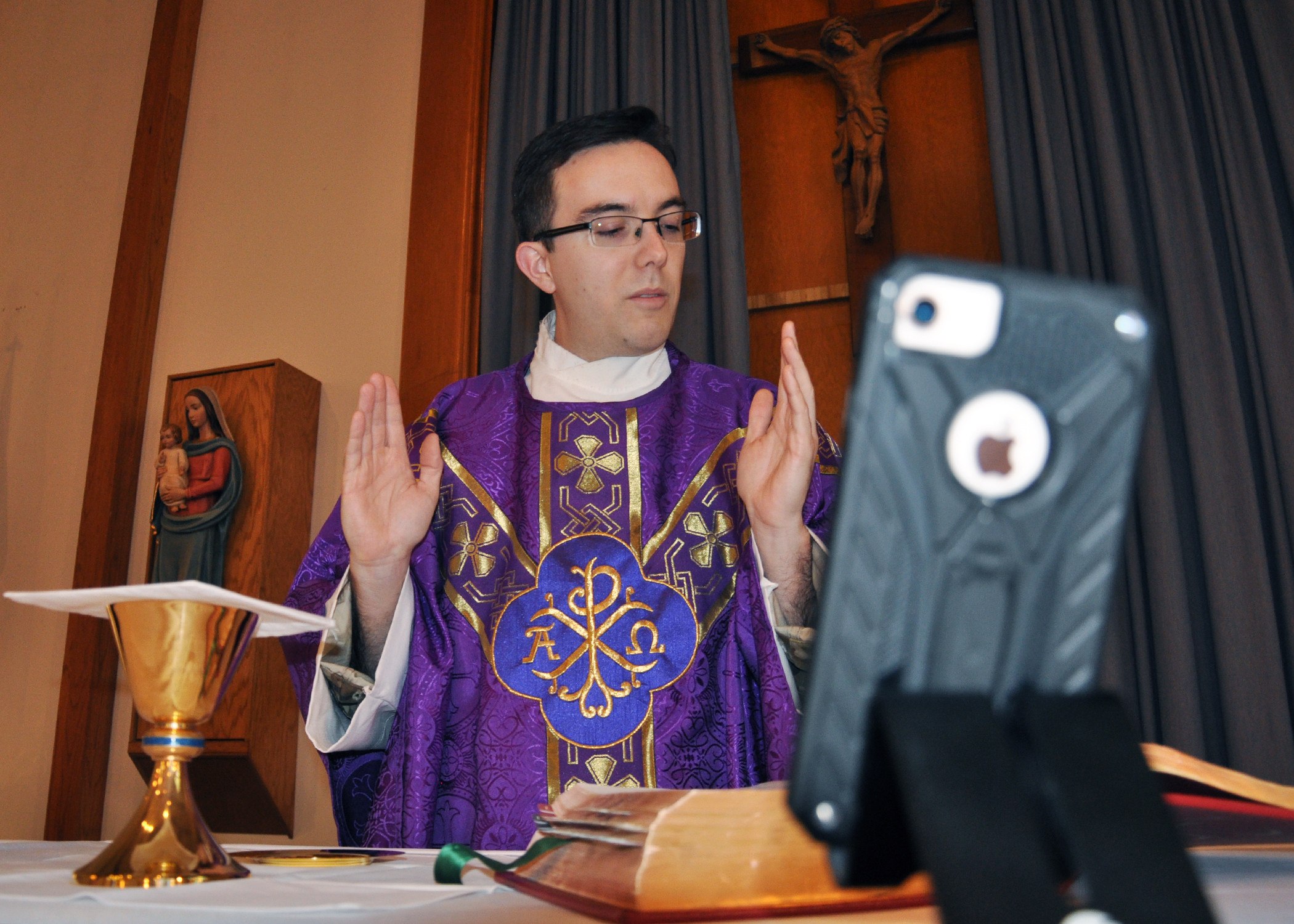
iPhone 8 що утримується на підставці

##### Кріплення-штатив
Штатив-тринога призначений для утримання пристрою на місці у фіксованому стані на землі під час зйомки фотографій або автозапису відео.

##### Автомобільні тримачі
Для зручності автомобілістів виробники аксесуарів випускають автомобільні тримачі для смартфонів, що кріпляться переважно до вітрового скла на присосці або до решітки видуву повітря автомобільного кондеціонеру, та допомагають взаємодіяти з пристроєм за кермом, зокрема користуватись навігаційними сервісами або вести запис руху тощо.

##### Підставка
Існують окремі доки для встановлення пристроїв у стоячий стан не поміщаючи корпус всередину коміру а лиш вставивши/поставивши на тримач.

## Інше

### Антизагублені пристрої

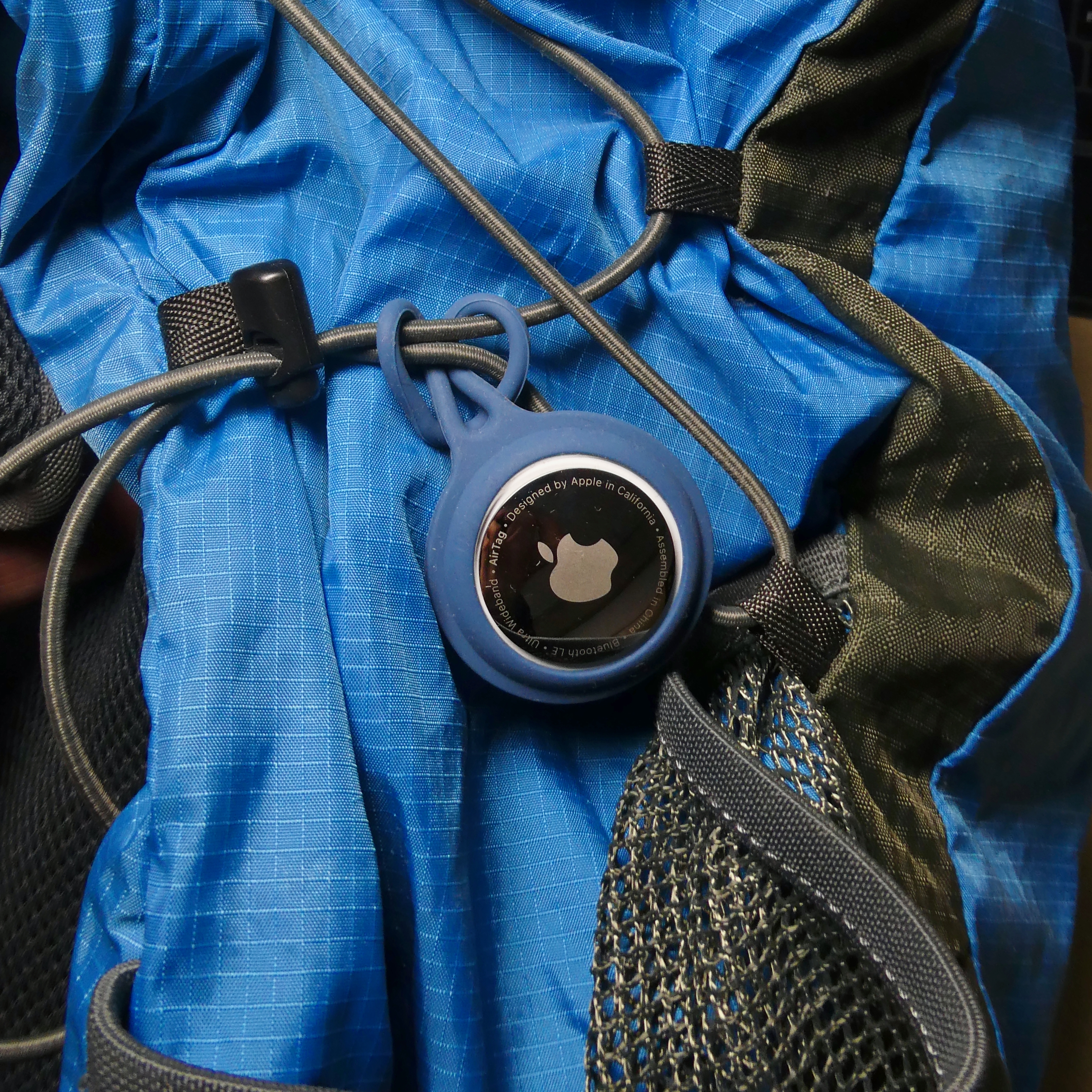
Брелок AirTag, одягнутий на рюкзак для його відстеження через локальну мережу виробника Find My

Anti-Loss брелоки можуть легко знайти смартфон через GPS і Bluetooth антени телефону. Як тільки користувач перебуває в межах досяжності смартфона, і смартфон, і пристрій попередить його. Він також може використовуватися для віддаленого фотографування за допомогою Bluetooth.

### Телефонні брелоки
Телефонні брелоки використовуються для прикраси пристрою. Вони кріпляться або за допомогою ремінця, або за допомогою штекера. Також служили для кріплення на зап’ясті руки щоб звільнити долоні.

## Прогноз ринку мобільних аксесуарів
Прогнозується, що глобальний ринок аксесуарів для мобільних телефонів буде стрімко зростати в найближчі роки, зрости з 96,5 мільярдів доларів США у 2024 році до 160,6 мільярдів доларів США до 2033 року при середньорічному темпі зростання на 7,1%. Серед рушійних сил – зростання попиту на бездротові аксесуари, як-от навушники Bluetooth, і зростання популярності смартфонів на ринках, що розвиваються. Очікується, що Азійсько-Тихоокеанський регіон стане лідером, виграючи від великих виробничих потужностей і технічно підкованих споживачів. Виробники, ймовірно, зосередяться на розробці інноваційних багатофункціональних аксесуарів із покращеними можливостями підключення та ергономікою.

## Нотатки
1. ↑  Раніше лише телевізори з преміального цінового класу тільки розпочинали тестували підтримку бездротових протоколів; середньостатистична швидкість Wi-Fi у домогосподажствах не дозволила би безперебійно здійснювати трансляцію.
2. ↑  Дратівливий звук, який вимовляєте слова на літеру «С».
3. ↑  Більшість смартфонів не мають роз'єму для навушників, тому вам знадобиться адаптер, щоб під’єднати цей мікрофон.